# Carlo Gesualdo
Carlo Gesualdo, noto anche come Gesualdo da Venosa (Venosa, 8 marzo 1566 – Gesualdo, 8 settembre 1613), è stato un compositore italiano e membro della nobiltà del Regno di Napoli del tardo Rinascimento.
Discendente di Guglielmo di Gesualdo e di una famiglia che vantava origini normanne, principe di Venosa, conte di Conza, barone di Montefusco, Gesualdo è conosciuto soprattutto per l'omicidio eseguito nel 1590 ai danni della sua prima moglie Maria d'Avalos e del suo amante, Fabrizio II Carafa, sorpresi in flagranza di adulterio.
Rappresentante accanto a Luzzasco Luzzaschi, Luca Marenzio e Claudio Monteverdi del madrigale italiano nella sua massima espressione, il suo status privilegiato gli consentì grande libertà artistica nella stesura delle sue composizioni. I suoi lavori, alcuni dei quali andati perduti e quasi interamente dedicati alla voce trattata in polifonia, inglobano sei raccolte di madrigali e tre raccolte di musica religiosa.
La reputazione che si guadagnò il Gesualdo di principe compositore e assassino gli impedì di sprofondare completamente nell'oblio. Storici e musicologi sono rimasti presto affascinati dalla sua tumultuosa storia personale, circostanza che ha confezionato, attorno all'aristocratico, una vera e propria "leggenda nera" nel corso dei secoli, poi variamente ricostruita, interpretata e giudicata in ogni epoca successiva ponendo l'attenzione sui suoi valori morali.
A partire dal 1950, la riscoperta delle sue partiture ha segnato l'inizio di un crescente interesse per il lavoro di Gesualdo. Direttamente accessibile e scevra da pregiudizi accademici, la sua musica raggiunge oggi un vasto pubblico grazie alla sua forza espressiva e originalità, in particolare nel campo armonico. Il musicista ha ispirato anche vari compositori, che concordano nel considerarlo come un maestro dalla personalità ambigua e affascinante.

## Biografia

### Giovinezza

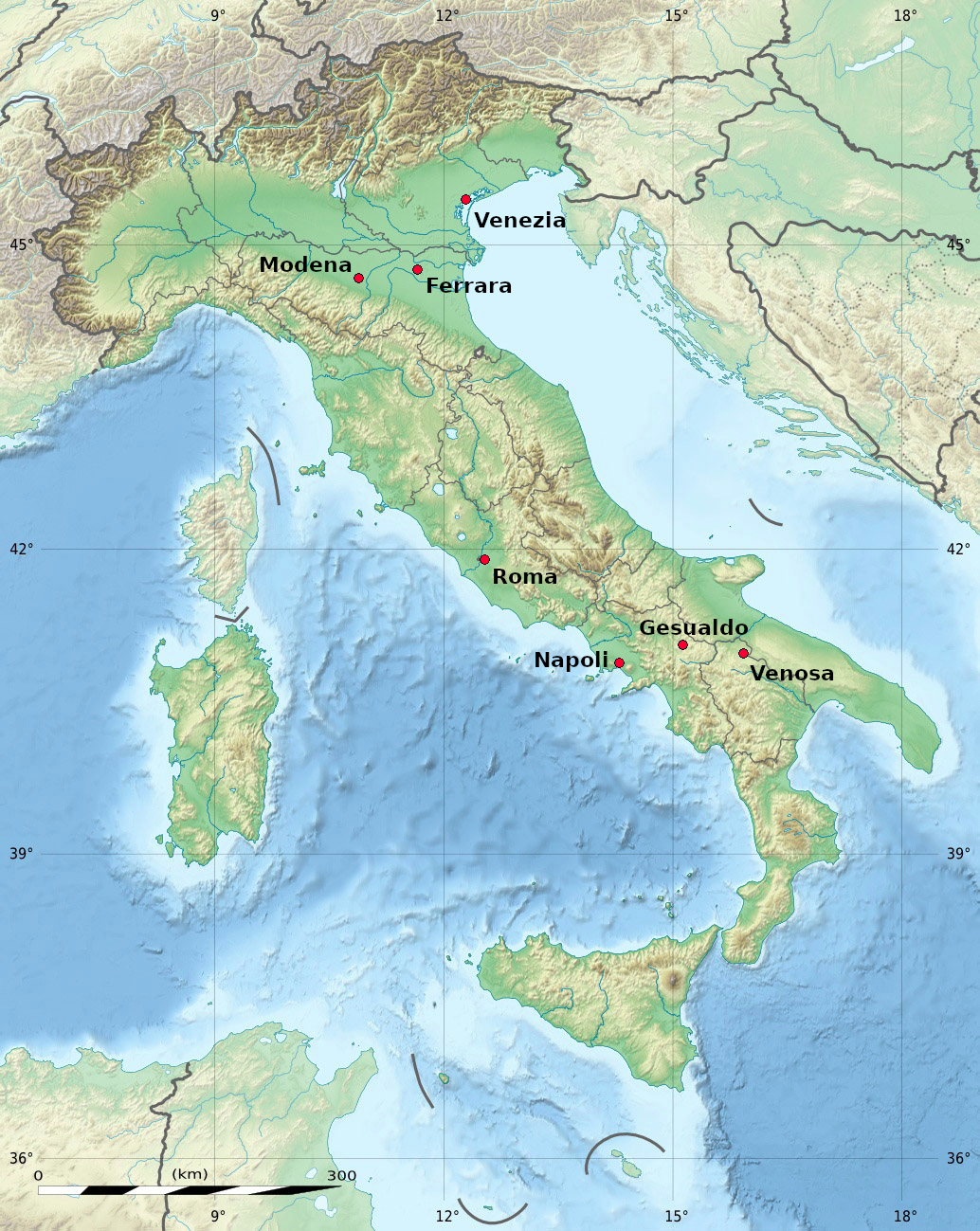
Le grandi tappe della vita di Gesualdo non vanno oltre i confini dell'Italia moderna: Venosa, Napoli, Roma, Ferrara, Venezia e Gesualdo

L'anno della nascita di Gesualdo è stato a lungo oggetto di congetture: in passato, le due correnti principali proponevano il 1557 o il 1560, o ancora il 1562 o il 1564, fino al ritrovamento, da parte di Padre Osvaldo Carrabs, di due lettere conservate nel gruppo della Biblioteca Ambrosiana di Milano, pubblicate in Athenæum Novum, n. 106 nov.-dic.1989. La prima, da Venosa, datata 21 febbraio 1566 e indirizzata da Geronima Borromeo al fratello Carlo, arcivescovo di Milano, annuncia l'imminente nascita di un bambino che, se maschio, sarebbe stato Carlo «per amore di Vostra Signoria Illustrissima».
La seconda lettera, di Pietro Pusterla, da Roma, datata 30 marzo 1566, anch'essa indirizzata a Carlo Borromeo, conferma che la data fosse l'8 marzo 1566: in quel giorno, «è nato un figlio maschio della signora Borromeo, di nome Carlo». Secondo Denis Morrier, le due missive non lasciano spazio a dubbi ulteriori. Glenn Watkins, uno specialista statunitense che si è interessato alla figura del nobile campano-lucano, afferma tuttavia che la questione relativa alla data di nascita del principe non è stata ufficialmente risolta fino al 2009.
Carlo Gesualdo crebbe in una famiglia aristocratica con stretti legami con la Chiesa: tra i suoi zii spiccavano i cardinali Alfonso Gesualdo e Carlo Borromeo, così come il papa Pio IV tra i prozii. Ultimo dei quattro figli del principe Fabrizio Gesualdo e di Geronima Borromeo (dopo il fratello Luigi, nato nel 1563, la sorella Isabella, nata nel 1564, e Vittoria, nata nel 1565), era destinato a intraprendere la carriera ecclesiastica, in quanto la sorte che gli toccò in futuro era solitamente riservata al primogenito. Con ogni probabilità, Carlo trascorse la giovinezza a studiare.
La corte napoletana del padre vedeva la presenza, tra gli altri, di musicisti, quali Scipione Dentice, Pomponio Nenna e Giovanni de Macque, e teorici, come Mutio Effrem. Carlo Gesualdo si avvicinò alla musica sin dalla tenera età, in particolare al liuto e alla composizione.
Nel 1585, il fratello Luigi, all'epoca ventunenne e non ancora sposato né con eredi maschi, subì una caduta da cavallo e morì. Questo evento fece di Carlo, diciottenne, l'unico erede dei titoli e delle tenute paterne, ragion per cui ci si mosse in fretta per organizzare le sue nozze. La scelta finale ricadde su Maria d'Avalos, figlia di Carlo d'Avalos, marchese di Montesarchio, e cugina di primo grado dell'aristocratico, ragion per cui occorse una dispensa papale. Maria aveva già avuto precedentemente due mariti e dei figli.

### Primo matrimonio
La novità dei doveri imposti a Carlo, per i quali la sua carriera precedente lo aveva a malapena preparato, unita al fatto che Maria avesse quattro anni in più del marito, non fu senza conseguenze nel rapporto coniugale, poi culminato in maniera tragica.
Il matrimonio tra Carlo Gesualdo e Maria d'Avalos avvenne vicino alla basilica di San Domenico Maggiore di Napoli. I festeggiamenti per le nozze durarono diversi giorni nel palazzo di Sangro, dove egli risiedeva. A questo periodo risalgono anche i primi brani pubblicati dal giovane compositore.
Pare che la coppia formata da Carlo e Maria visse in maniera felice per due o tre anni, ovvero per Cecil Gray il tempo massimo entro cui Maria riuscì a sopportare l'unione, durante il quale fu dato alla luce un figlio di nome Emanuele; nei mesi che anticiparono la morte, tuttavia, l'uomo assunse l'abitudine di picchiare e insultare la consorte.
La relazione col tempo s'incancrenì e Gesualdo cominciò a diventare sospettoso nei confronti della moglie. La sera in cui Maria fu sorpresa con il suo amante Fabrizio Carafa, il 15 ottobre 1590, è nota grazie a tre diverse testimonianze, le quali riepilogano tra l'altro la vicenda: si tratta dei resoconti delle indagini condotte dai giudici del Gran Tribunale del vicariato del Regno di Napoli, delle testimonianze di Silvia Albana, la domestica di Maria, e di quella di Pietro Malitiale, detto Bardotto, servo di Carlo (queste ultime due invero più complete di dettagli).
Secondo questo resoconto dei fatti:
Un'altra versione riferisce:
Questo resoconto è ritenuto da alcuni il più affidabile, oltre a figurare tra i più analizzati. Tuttavia, molti dettagli rimangono contraddittori; l'analisi dettagliata dei verbali ha portato Cecil Gray a dubitare della veridicità di alcuni elementi riportati, a cominciare dalla trappola tesa dal giovane principe, che annunciò la sua intenzione di andare a caccia, che sembra ripresa da una frase pronunciata dal sultano Shahriyār in Le mille e una notte, la famosa opera frutto di pura fantasia. Inoltre, dettaglio di non secondaria rilevanza, è plausibile ritenere che Carlo non uccise con le sue mani i due, ma che avesse assoldato qualche mandante che lo facesse per lui.
Il tragico esito del suo matrimonio è all'origine della fama di Carlo Gesualdo, che divenne il "compositore assassino" nella storia della musica.

#### L'esilio a Gesualdo

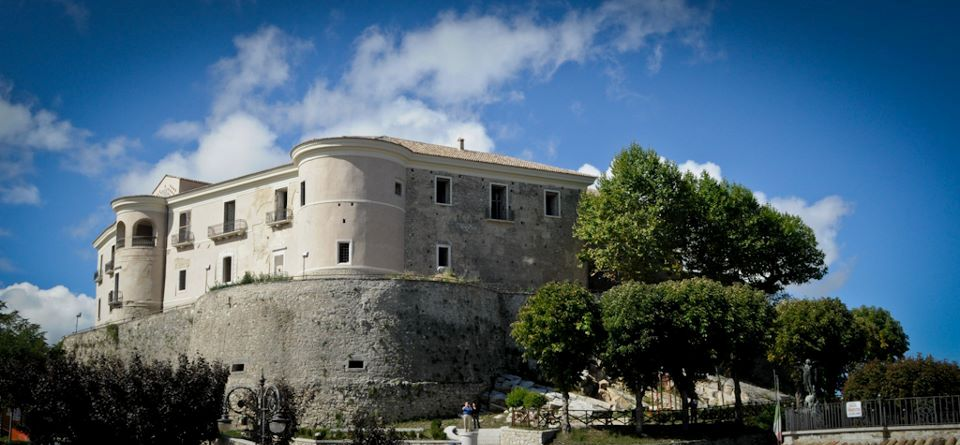
Il castello di Gesualdo, residenza del principe

Subito dopo il misfatto di Napoli, Carlo si spostò a Gesualdo, in Irpinia. Il processo venne archiviato il giorno dopo la sua apertura «per ordine del Viceré, stante la notorietà della causa giusta dalla quale fu mosso don Carlo Gesualdo, Principe di Venosa, ad ammazzare sua moglie e il duca d'Andria». I fatti emersi dalle deposizioni non lasciavano dubbi: Maria d'Avalos era l'amante di Fabrizio Carafa (cosa, del resto, da tempo risaputa da tutti, dallo stesso magistrato, dall'avvocato e dal viceré). L'intero regno di Napoli si appassionò a questa vicenda, così come la nobiltà romana dello Stato Pontificio. Se certe azioni sono corroborate da diverse testimonianze, (come il fatto che Gesualdo abbia gridato ai suoi uomini: «Uccideteli, uccidete questo vile e questa puttana! Corna alla famiglia Gesualdo?» prima di tornare da Maria gridando «Non deve essere ancora morta!», per causarle altre ferite nella zona dell'addome inferiore), altri elementi rientrerebbero nella pura finzione. È impossibile dire se i corpi degli innamorati siano stati gettati per strada, se fossero stati violentati da un monaco cappuccino, se siano rimasti impiccati fino a quando la loro putrefazione fosse diventata tale da rendere necessaria la sepoltura, al fine di evitare un'epidemia, o se invece le salme siano state riconsegnate alle rispettive famiglie, «lavate dalle loro ferite, vestite di raso nero e velluto nero», come sembra più probabile secondo i documenti d'archivio dal XVII secolo.
La colpa di Maria d'Avalos appariva, per il diritto del tempo, indubbia: il marito, godendo della facoltà di farlo, aveva agito per vendicare l'onore proprio e quello della famiglia. Glenn Watkins osserva che era usanza degli ambienti spagnoli, dunque anche di Napoli, prodigarsi per uccidere la donna adultera insieme all'amante, mentre, nel Nord Italia, la tradizione prevedeva solo la morte della moglie. I membri della famiglia Carafa contestavano in particolare a Gesualdo di aver fatto ricorso alla servitù per trucidare il loro parente. Per questo, si comprende come una punizione così severa riservata agli amanti, anche se comunemente accettata all'epoca, spronò Carlo a rifugiarsi a Gesualdo, lontano dagli ambienti nobiliari e dalle famiglie delle vittime.
L'esilio fu accompagnato da altri "ritiri" forzati di membri della sua casata, nonostante l'intervento del viceré di Napoli Juan de Zuñiga volto a contenere qualsiasi proposito di vendetta verso il Gesualdo e i suoi affini. Suo padre Fabrizio morì il 2 dicembre 1591, lontano da Napoli, nel castello a Calitri. In dodici mesi di esilio, Carlo Gesualdo diveniva così, all'età di venticinque anni, capofamiglia e uno dei più ricchi proprietari terrieri di tutto il Mezzogiorno.

### Secondo matrimonio
Gesualdo si sposò una seconda volta con Eleonora d'Este (riportata anche come Leonora), sorella di Cesare d'Este, erede apparente del duca Alfonso II, nel 1594. Lasciando i propri possedimenti per stabilirsi a Ferrara, all'epoca importante centro musicale, il compositore trovò terreno fertile per il suo sviluppo artistico. Lo stesso anno furono pubblicati da Vittorio Baldini, editore presso la corte ducale, i suoi primi due libri di madrigali.
Le nozze, i cui preparativi sembrarono far superare all'uxoricida il suo passato, erano state imbastite dal cardinale Gesualdo (zio del principe, allora considerato in corsa per il soglio pontificio), e dal duca Alfonso II per motivi politici complessi. La tela di questa nuova e prestigiosa unione, se da un lato mirava a sottrarre il Gesualdo a un isolamento troppo lungo e intellettualmente sterile, inserendolo in un ambiente culturalmente vivacissimo come quello ferrarese, dall'altro corrispondeva alle aspettative - andate poi deluse - di Alfonso II d'Este di impedire con l'appoggio del potente cardinale napoletano che Ferrara tornasse alla Chiesa dopo la sua morte. Nel lento viaggio verso la città estense, Carlo fece, alla fine del 1593, una sosta a Roma, dove incontrò Jacopo Corsi e quel celebre «fiorentino che canta sul chitarrone», Francesco Rasi.
Una volta giunto in Romagna, la combinazione delle nozze dimostrò subito delle crepe: molto impaziente e desideroso di incontrare la futura moglie, «mostrandosi in questo un personaggio napuletanissimo», apparve presto evidente che Gesualdo si interessasse piuttosto alle attività musicali della corte di Alfonso II che a Eleonora; il suo carattere particolare fu presto notato da vari membri della cerchia ducale, ma è Alfonso stesso a tracciarne un profilo abbastanza dettagliato:
La donna a lui promessa aveva allora trentadue anni, cinque in più del principe, ed era considerata di età superiore alla media ritenuta idonea per le consuetudini dell'epoca. Il contratto di matrimonio venne firmato il 28 marzo 1593. Più tardi, da Ferrara i novelli sposi passarono a Venezia nel 1594; partendo da lì, via mare, e raggiungendo a metà agosto Barletta, proseguirono infine per l'Irpinia. Gesualdo aveva avuto un figlio dal primo matrimonio, Emanuele, nato nel 1587 o nel 1588. Poiché Eleonora era incinta, nel dicembre dello stesso anno ritornarono a Ferrara, dove rimasero per circa due anni e dove nacque il figlio, Alfonsino, nel 1595.
I rapporti tra il principe e la principessa di Venosa con il tempo si deteriorarono irreparabilmente: Leonora non lasciò Ferrara quando Gesualdo si era ritirato in Irpinia nel 1596 e si unì a lui solo dopo la morte di Alfonso II, avvenuta il 27 ottobre 1597. Alle insistenti preghiere che gli giungevano dalla Romagna perché vi facesse ritorno, la principessa di Venosa cedette alle richieste nel dicembre del 1597, quando al fianco del conte Sanseverino e dell'immancabile conte Fontanelli raggiunse con il figlio il castello della città lucana, accolta con «honori infiniti» dal marito, con il quale poi, nel maggio successivo, mosse alla volta di Gesualdo. Seguirono anni di sofferenze, per il pessimo trattamento riservatole dal marito, come emerge dalle missive inviate nel 1600, e per la perdita del figlio Alfonsino, vivendo come «martire volontaria in Regno, a patire il Purgatorio in questa vita, per godere il Paradiso nell'altra». La dipartita prematura del pargolo, avvenuta il 22 ottobre del 1600, fu causata da insufficienze respiratorie dopo quattro giorni di febbre, secondo la corrispondenza tra Cesare e suo fratello Alessandro d'Este; nei racconti di epoca successiva, talvolta la morte viene attribuita allo stesso Carlo.
Successivamente la nobildonna risultò più volte assente dalla corte di Gesualdo per ricongiungersi a quella della sua famiglia, a Modena, dal 1607 al 1608, poi dal 1609 al 1610, con irritazione del marito, che la esortò a tornare alla casa coniugale. Lo strettissimo legame tra Leonora, i suoi fratelli e uno dei suoi fratellastri calamitò maliziose allusioni: nel suo studio su Carlo Gesualdo, prince of Venosa, musician and murderer, Cecil Gray evocava una relazione incestuosa tra Leonora e questo fratellastro cardinale. Da parte sua, Gesualdo riconosceva un figlio illegittimo, Antonio, al quale assegnava una rendita mensile. Nella coppia principesca, nessuno dei due coniugi era particolarmente fedele o «virtuoso».
Il 22 ottobre 1607 il figlio del principe, Emanuele, sposò Maria Polissena di Fürstenberg, principessa di Boemia e scelse Venosa come sua residenza privilegiata. In quella città, «la fiorente stagione artistica portò alla nascita di una nuova accademia dei Rinascenti», confluita sotto la protezione dello stesso principe il 26 marzo 1612. Egli volle per sé la carica di lettore e assunse il soprannome di Schivo. Il loro figlio Carlo nacque nel febbraio del 1610, ma morì nel mese di ottobre, evento che rattristò il compositore. Lo stesso anno, lo zio Carlo Borromeo fu canonizzato. Questa sequela di eventi segnò profondamente il nobile e potrebbe aver costituito il punto di partenza dei suoi atti di dolore, eseguiti in maniera così sentita da spingerlo ad accettare in seguito le pratiche di fustigazione che contribuirono ulteriormente alla sua fama postuma.

### Isolamento
Nell'immaginario popolare, i crimini di Gesualdo tornarono a perseguitarlo verso la fine della vita. La scomparsa del secondo figlio venne considerata da quest'uomo, assai religioso, come opera della giustizia divina, una condanna per i suoi peccati che necessitava di un percorso di espiazione. Questo spiegherebbe le pratiche masochiste del compositore, che reclutò alcuni ragazzi in età adolescente per fustigarlo e scacciare i demoni che lo perseguitavano.

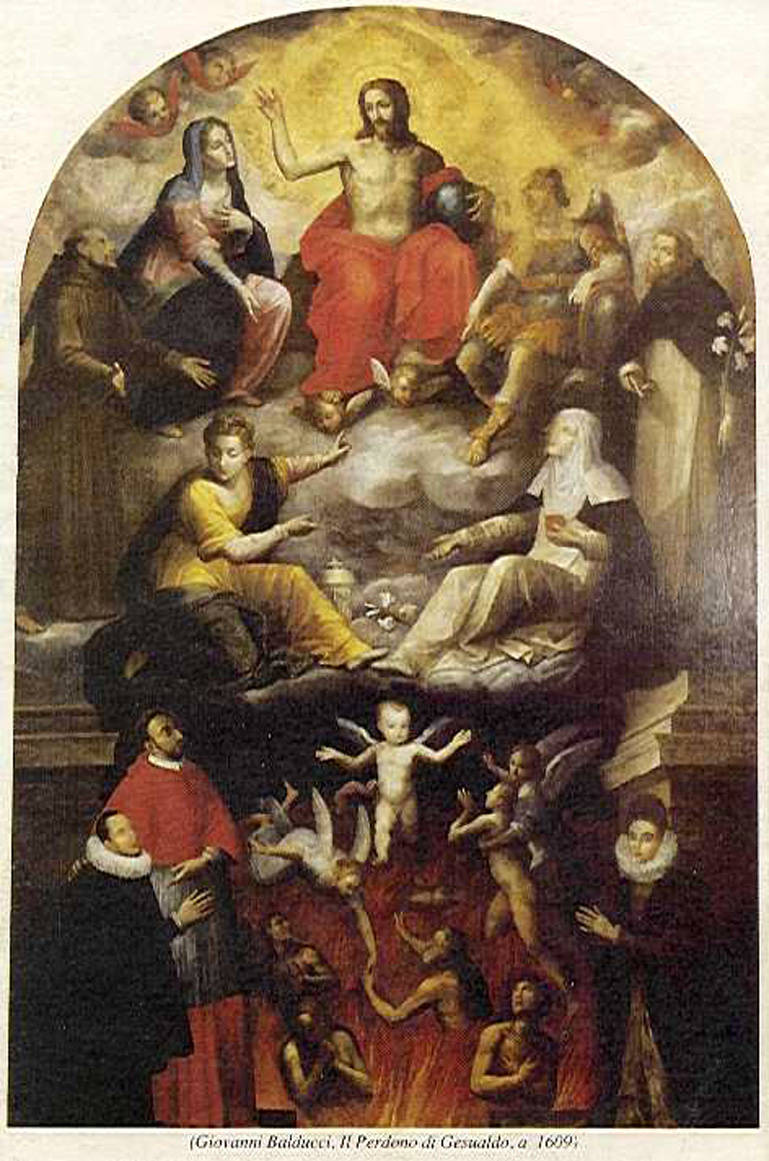
Il Perdono di Gesualdo di Giovanni Balducci (1609). Il compositore è raffigurato inginocchiato, in basso a sinistra, davanti allo zio Carlo Borromeo in veste da cardinale

Tra gli altri esercizi di mortificazione della carne, (come la recita dell'"Atto di dolore"), le pratiche di penitenza, severe se non stravaganti, furono incoraggiate all'epoca dalla spiritualità nata dalla Controriforma. Risulta ragionevole considerare questi metodi legati alla fervente devozione che attanagliò Gesualdo alla fine della sua vita, piuttosto che a un piacere morboso o perverso.
Nel 1611, e poi di nuovo l'anno successivo, il principe ottenne le reliquie di Carlo Borromeo, diventato suo ideale padrino e santo patrono. In una lettera del 1º agosto 1612, ringraziava il cugino, il cardinale Federico Borromeo:
Con lo stesso spirito, Gesualdo aveva offerto nella sua cappella, nel 1609, un grande dipinto per l'altare maggiore, ultimato da Giovanni Balducci, che rappresenta il giudizio universale. Qui Gesualdo appare con la seconda moglie nell'atto di implorare il Cristo: al suo fianco si trova anche lo zio materno Carlo Borromeo nella posizione di protettore, mentre Maria Maddalena, san Michele, la Vergine Maria, Francesco d'Assisi, Domenico di Guzmán e Caterina da Siena intercedono tutti per ottenere la remissione dei suoi peccati.
Sempre nel 1611, Gesualdo fece stampare la sua opera più lunga, la Tenebrae Responsoria per sei voci, dove la figura di Cristo martire è espressa musicalmente in modo toccante e assolutamente personale.

### Morte
Il 20 agosto 1613, Emanuele Gesualdo morì «per esser caduto dal cavallo durante una battuta di caccia», allo stesso modo dello zio, fratello di Carlo. Sua moglie era incinta di sette mesi e la coppia aveva solo una figlia, Isabella, di due anni. Il principe Carlo Gesualdo, verosimilmente frastornato dalla notizia della morte del figlio, si ritirò nell'anticamera della camera dello Zembalo (la camera da musica con il clavicembalo), dove diciotto giorni dopo, l'8 settembre 1613, si spense, per essersi lasciato andare: «non havendo il signor Prencipe di Venosa altro figliolo, sentette assai et in modo ch'oltre al suo male ancho s'aggravò». La nuora, Maria Polissena, diede alla luce una figlia poco tempo dopo e, pertanto, la linea successoria di Gesualdo di Venosa si estinse con il compositore.
Il testamento del principe, redatto pochi giorni prima della sua morte da don Pietro Cappuccio, costituì un ultimo tentativo di conservare tutti i titoli, terre e domini feudali in famiglia, in assenza di filiazione maschile diretta:
Comunque queste disposizioni non furono rispettate: la principessa Isabella sposò, nel 1622, don Nicolò Ludovisi, nipote di papa Gregorio XV, della nobiltà romano-bolognese, senza legame alcuno con la dinastia dei Gesualdo.

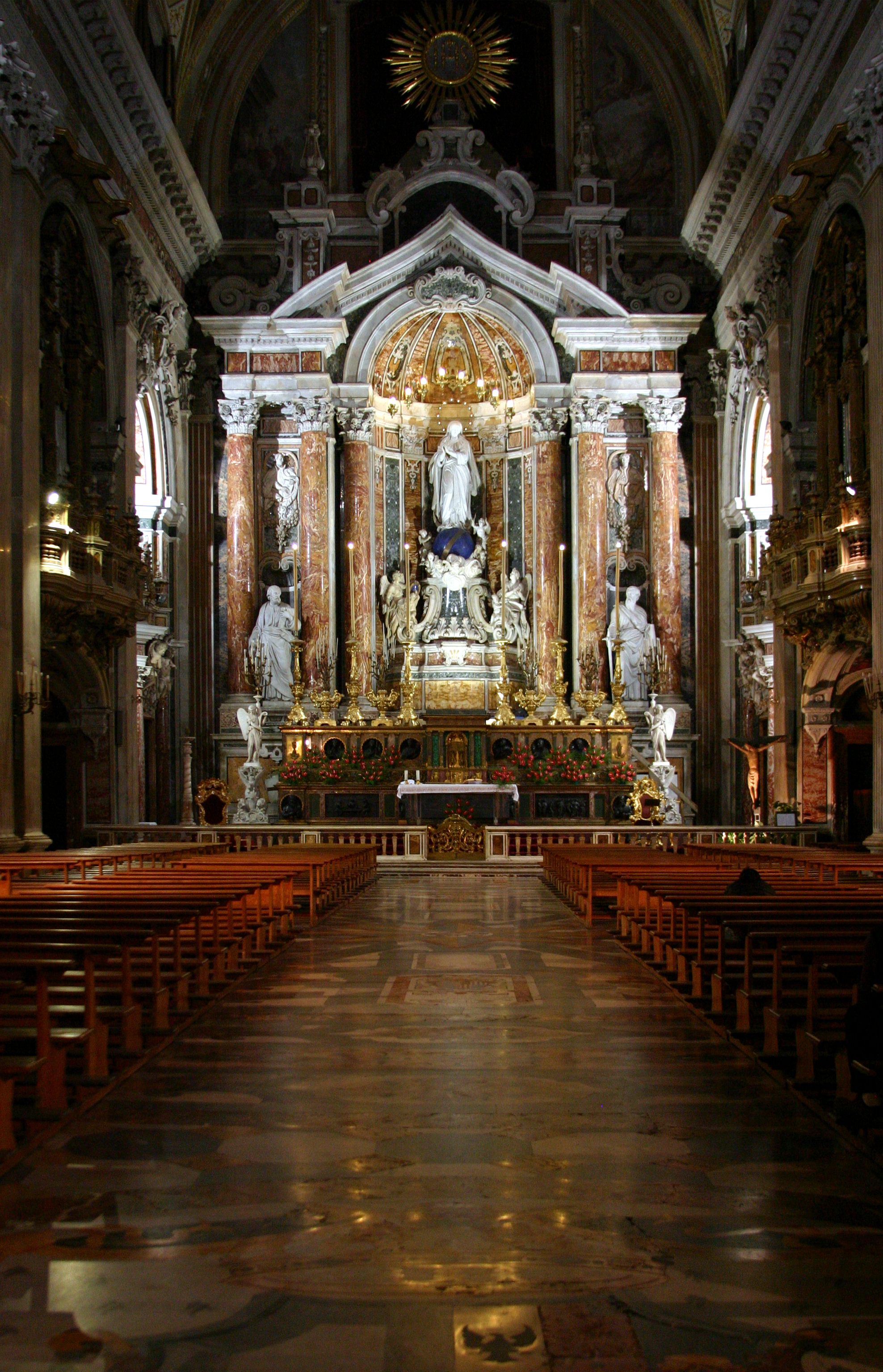
Interno della chiesa del Gesù Nuovo di Napoli, dove si trova la tomba di Carlo Gesualdo

Il principe fu sepolto accanto al figlio Emanuele nella cappella di Santa Maria delle Grazie, ma poi la salma venne trasferita nella chiesa del Gesù Nuovo di Napoli, ai piedi dell'altare dedicato a Ignazio di Loyola, la cui costruzione era stata progettata da Gesualdo prima di morire. Oggi si conosce solo l'ubicazione della sua tomba: dopo il terremoto del 1688, i lavori di ricostruzione dell'edificio religioso rimossero la lapide.
Il rapido susseguirsi di eventi tragici, l'attività frenetica mostrata da Gesualdo nei suoi ultimi giorni e le volontà espresse con autorevolezza nel testamento sono incoerenti con l'immagine del nobile in preda alla pazzia. Le circostanze della sua morte risultano tuttavia oscure. Nel 1632, il cronista Ferrante della Marra afferma nello scritto Rovine di case napoletane del suo tempo:
Verosimilmente colpito dall'immagine del principe torturato, Michele Giustiniani, di passaggio a Gesualdo, scrive in una lettera datata 10 ottobre 1674 (a oltre sessant'anni dai fatti):

### Prima leggenda nera
La nascita di Leonora, la seconda nipote di Gesualdo, fu accolta senza troppo clamore dalla popolazione. La vedova del principe, Leonora, di ritorno a Venosa per assistere alla nascita della principessa Maria Polissena, riporta la notizia al fratello Cesare con queste parole:
Eleonora d'Este morì nel 1637.
Nel frattempo, la perdita della fortuna e delle proprietà signorili era accompagnata da voci volte a "spiegare" tali grandi disgrazie per effetto di una qualche punizione divina. Si credeva generalmente che la colpa fosse di Carlo Gesualdo, il quale pareva aver perso la ragione e trattava i suoi vassalli con avidità e lussuria, oltre che in modo tirannico, scatenando l'ira di Dio contro di lui.
Pochi giorni dopo la morte di Gesualdo, un cronista modenese, Giovan Battista Spaccini, inaugurò la "leggenda nera" che si concentrò sulla memoria del principe caduto:
La corte della famiglia Estense si era ritirata a Modena, cacciata da Ferrara dalle truppe papali. Il ricordo della mancata trattativa tra Alfonso II e il cardinale Alfonso Gesualdo, decano del Sacro Collegio e zio del principe, generò sicuramente risentimento nei confronti del Gesualdo. Le maldicenze si diffusero presto da Modena a Napoli, da Roma ad altre regioni dell'Italia. Risulta strano e interessante, tuttavia, osservare che, anche nei racconti più oscuri del tempo della "prigionia" di Gesualdo nel suo castello, si faccia riferimento alla seconda consorte del principe ma mai alla prima, Maria d'Avalos, il cui omicidio avvenuto a Napoli, già lontano, pareva sorprendentemente dimenticato da tutti.

## Opere
Carlo Gesualdo lascia un catalogo di quasi 150 opere, sia vocali che strumentali.

### Opere profane

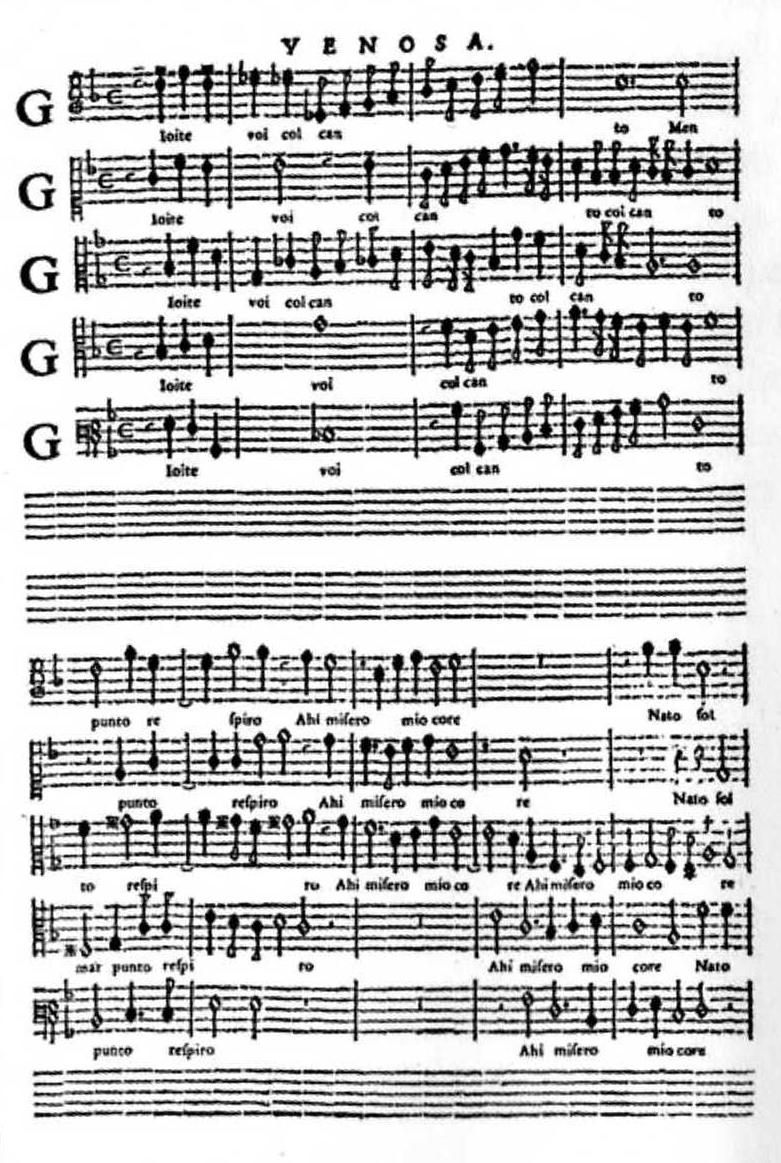
Il Quinto libro, prima pagina (ed. Molinaro, 1613)

I madrigali di Gesualdo, con il loro contenuto sensuale e doloroso, hanno riscosso grande apprezzamento nei secoli successivi. I critici distinguono i suoi primi due libri di madrigali, dalla scrittura brillante ma convenzionale (in uno stile vicino a quello di Luca Marenzio e ai primi libri di Claudio Monteverdi), dai lavori successivi, caratterizzati da molte insolite modulazioni, cromatismi e, talvolta, figuralismi confusi.
Un primo "libro" sarebbe stato stampato sotto lo pseudonimo "Gioseppe Pilonij", nel 1591. In seguito, il compositore inaugurò uno stile più personale, esigente nella tecnica e raffinato nella scrittura. Se il risultato non è mai scontato nei primi libri, è attraverso la scelta di testi musicati, rivelatasi decisiva poiché Gesualdo pratica il «canto affettuoso», che la musica plasma o colora le parole della poesia.
La pubblicazione dei primi quattro Libri dei madrigali in cinque parti è avvenuta a Ferrara: il Primo e il Secondo furono pubblicati lo stesso anno del suo arrivo alla corte di Alfonso II d'Este, nel 1594. Il Terzo libro dei madrigali venne ultimato nel 1595 e il Quarto l'anno seguente. Il compositore affidò in quegli anni tutta la sua produzione all'editore ducale Vittorio Baldini e, nell'arco di un triennio, la maggior parte del lavoro che realizzò, circolando in vari luoghi d'Italia, ne diffuse la fama musicale.
Nel 1611, il principe promosse la fondazione di una stamperia privata nel suo feudo di Gesualdo, trasferendo lo studio di un tipografo napoletano, Giovanni Giacomo Carlino, direttamente nel suo stesso castello. In tal modo, egli stesso supervisionò la redazione del Quinto e del Sesto libro dei madrigali a cinque voci.
Gesualdo aveva anche fatto stampare le indicazioni per la corretta conduzione dei suoi madrigali, circostanza che permette a un musicista esperto di cogliere, durante la lettura della partitura, le sottigliezze del contrappunto e delle armonie. I compositori di solito pubblicavano solo le parti vocali separate sufficienti per un'esecuzione in pubblico. Questa pratica «analitica» fu proseguita da padre Molinaro, il quale produsse la prima edizione integrale dei sei libri l'anno della morte di Gesualdo. I compositori delle generazioni successive furono sollecitati a considerare questi brani, al di là del fascino della loro esecuzione, allo scopo di studiarli.
Un ultimo libro di madrigali a sei voci fu pubblicato postumo nel 1626 da Mutio Effrem, musicista al servizio del principe di Venosa. Questa raccolta resta purtroppo molto incompleta, poiché solo la parte di "quinto" è pervenuta a noi; le altre sezioni vocali sono considerate perse. Queste composizioni rispettano alcuni canoni dell'epoca, rimanendo nel complesso riconducibili al linguaggio modale. Tuttavia, spesso ne sperimentano i limiti e talvolta li fanno «esplodere dall'interno», risultando in ultima analisi, assai originali, bizzarre e sorprendenti nel mondo musicale tardo-rinascimentale italiano.
I musicologi del XX secolo, concentrandosi sulla "leggenda nera" che aleggia attorno al compositore, hanno ingigantito la dimensione dei suoi crimini e delle pratiche di penitenza, associandole sistematicamente alle sue opere. Il genio musicale del Gesualdo trovava dunque la sua fonte anche nei colpi di scena del nevrotico senso di colpa, più precisamente nel trauma di un «omicidio a cinque voci», così come lo ha definito Alberto Consiglio.
Il cambio di giudizio su quanto realizzato da Carlo Gesualdo emerge soprattutto da Moro, lasso! al mio duolo (numero 17 del Sesto libro), uno dei madrigali più denigrati del compositore da Charles Burney, musicologo classico, ma poi diventato tra i più famosi. Nello spazio di cinque versi, la poesia esprime i paradossi dell'amore utilizzando e abusando del campo lessicale del tormento e del dolore, portando la musica a picchi di tensione armonica:
E chi mi può dar vita

Ahi che m'ancide e non vuol darmi aita.

O dolorosa sorte:

Chi dar vita mi può, ahi, mi dà morte!»

### Opere sacre
Non avendo alcun obbligo di comporre musica religiosa, si potrebbe rimanere sorpresi di rintracciare opere sacre nel catalogo del Gesualdo: tale sentimento può emergere anche dopo aver ascoltato le sue opere profane, improntate alla sensualità. La loro esistenza si può quindi spiegare in virtù di una scelta consapevole, essendo Gesualdo tanto appassionato negli amori profani quanto nella fede in Dio. Fanno inoltre notare gli studiosi che l'ispirazione del principe sembra ancora più personale nei suoi pezzi religiosi. Si pensi all'opinione di Denis Morrier, il quale asserisce che Gesualdo non ha lasciato alcun brano che potesse appartenere all'Ordinario della messa.
Due libri di Sacrae Cantiones furono pubblicati a Napoli nel 1603, riunendo tutti i mottetti composti da Carlo Gesualdo. Il Liber Primus, scritto a cinque voci, è paragonabile ai madrigali più avanzati, mentre il Liber Secundus utilizza un insieme esteso di sei voci (e fino a sette voci per l'Illumina nos, conclusione e climax di questa raccolta), che modifica l'equilibrio e la fusione dei versi del canto. Il compositore presenta questi ultimi mottetti come «composti con un singolare artificio» (singulari artificio compositae) sul frontespizio.
L'ultima raccolta pubblicata da Gesualdo, il ciclo di Tenebrae Responsoria, edita da Giovanni Giacomo Carlino nel palazzo del principe, vide la luce nel 1611. Scritto per sei voci, si tratta della sua impresa più impressionante: tutti i ventisette mottetti tradizionali sono musicati, ossia l'equivalente di due grandi libri di madrigali.
Le sue opere religiose appaiono mature: il compositore si esprime con notevole maestria e spesso sorprendente libertà, date le esigenze del repertorio ecclesiastico. Se preghiere e latino sostituiscono suppliche amorose in lingua vernacolare, lo stile musicale del Gesualdo rimane immediatamente riconoscibile, trattandosi di testi talvolta davvero toccanti La maggioranza dei mottetti si concentra sui temi della redenzione e del perdono dei peccati:
(Peccantem me quotidie)
La scoperta relativamente recente del Tenebrae Responsoria e del Liber Secundus del nobile ha reso possibile riconsiderare il suo intero lavoro, che alcuni critici moderni ancora tacciavano come frutto di dilettantismo. Nella musica religiosa, e più in particolare nei brani dedicati al culto mariano, Gesualdo impiega formule complesse di contrappunto, come il canone rigoroso e il cantus firmus in modo esperto e virtuoso, lasciando all'ascoltatore un'impressione di serena maestà.

### Lavori strumentali
La produzione strumentale di Gesualdo si limita a una manciata di brani isolati, che l'autore non volle raccogliere o pubblicare ma che permettono di affrontare aspetti meno noti della sua personalità. Infatti, per i contemporanei, la prima impressione che il giovane principe diede fu quella di un liutista e clavicembalista, particolarmente appassionato dall'improvvisazione dinanzi a una cerchia ristretta.
Nel 1586, quando Gesualdo aveva solo vent'anni, Giovanni de Macque gli pubblicò tre ricercares a quattro voci in un'opera collettiva, accompagnandoli con una piacevole prefazione la quale dimostra che, «oltre ad essere un grande amante di questa scienza [la musica], ha una padronanza così perfetta da aver pochi eguali, sia nel suonare il liuto che nelle attività di composizione». La Gagliarde del principe di Venosa, per quattro voci, e la Canzone francese, per liuto o clavicembalo, sono stati conservati solo sotto forma di manoscritto, il che suggerisce che un gran numero di brani simili fu composto ma andato oggi perduto.
La Canzone francese, ricca di sorprendenti cromatismi e di un grande virtuosismo nella scrittura, è stata oggetto di numerose registrazioni, venendo inserita tra i madrigali di Gesualdo come intermezzo.

### Opere pubblicate in raccolte collettive
Se alcuni brani composti dal Gesualdo sono andati perduti, anche tra quelli che aveva avuto cura di pubblicare lui stesso, altri sono sopravvissuti grazie all'interesse mostrato per essi da compositori o editori tra i suoi contemporanei. Pertanto (a parte il giovanile mottetto in cinque parti Ne reminiscaris Domine, incluso nel Liber Secundus Motectorum di Stefano Felis, pubblicato da Gardano a Venezia, nel 1585), si tratta di pezzi probabilmente trascurati dal loro autore e prestati o raccolti senza la sua autorizzazione, a volte editi postumi.
Così, T'amo mia vita e La mia cara vita, due madrigali in cinque parti, sono inclusi nel Theatro de madrigali a cinque voci, opera collettiva pubblicata da Guagano e Nucci a Napoli, nel 1609. Ite sospiri ardenti, una canzonetta a cinque voci, compare nel Terzo libro di canzonette di Camillo Lambardi realizzato da Vitale a Napoli nel 1616. All'ombra degli amori e Come vivi cor mio, due canzonette a cinque voci, sono integrate nell'Ottavo libro dei madrigali da Pomponio Nenna edito da Robletti, a Roma, nel 1618. In te dominate speravi, mottetto in cinque parti, figura nei Salmi delle compiete de diversi musici napolitani, pubblicato da Beltrano a Napoli, nel 1620. Si devono segnalare altri due brani manoscritti, Il leon'infernal e Dove è interessato a mai, inediti ma conservati presso la Biblioteca Queriniana di Brescia.

## Personalità
Il velo di mistero che avvolge Carlo Gesualdo è, tutto sommato, lo stesso che ombreggia i volti di alcuni suoi contemporanei, come Caravaggio (1571-1610) e Christopher Marlowe (1564-1593), ovvero artisti brillanti ma ambigui, sopra le righe, omicidi e morenti in circostanze strane. Tali personaggi completano la rappresentazione, per un osservatore odierno, delle incertezze, delle nobili aspirazioni, delle chimere e della violenza del Rinascimento, tra tradizioni sedimentate, guerre di religione, rinnovamento artistico e rivoluzione copernicana. Per comprendere meglio dunque il carattere e il lavoro del principe, Carlo Gesualdo va studiato non dimenticando il contesto storico e sociale in cui visse.

### Carattere

#### Ritratto

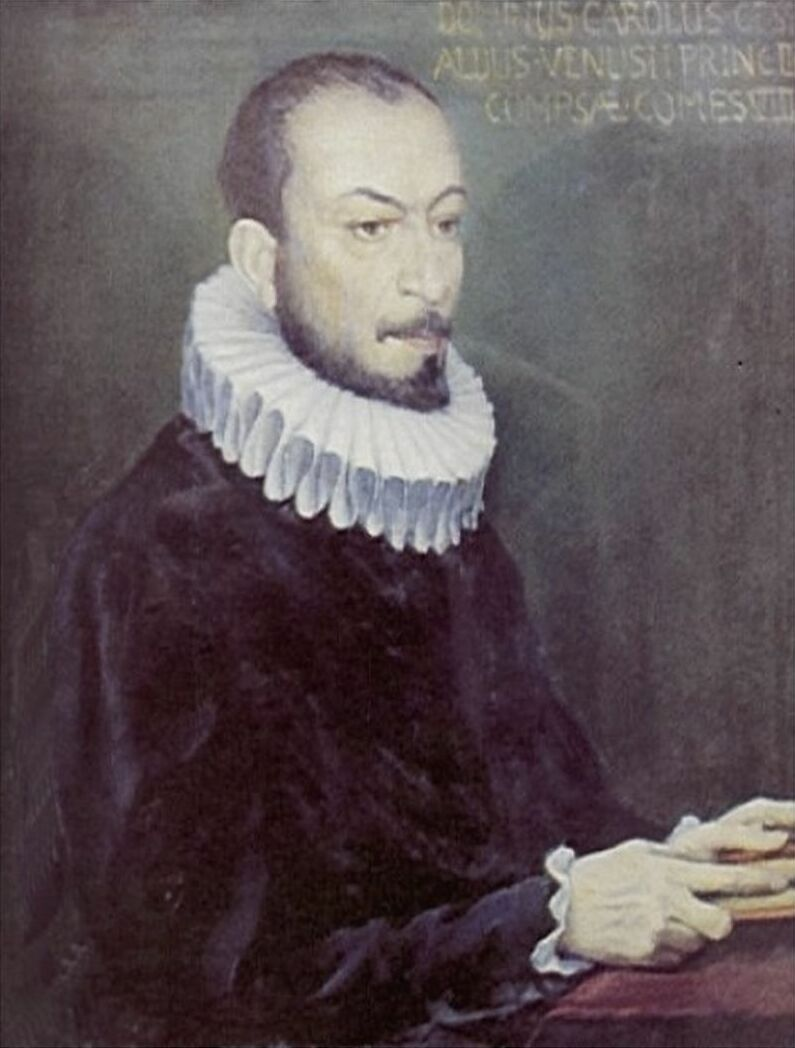
Ritratto anonimo del compositore, realizzato nel XVIII secolo, e la cui autenticità è messa in dubbio dagli studiosi odierni

Tre ritratti permettono di porre un volto nel frontespizio delle opere di Gesualdo, raffigurante il principe vestito di nero e con indosso la gorgiera, occhi scuri, capelli e barba tagliati, aria austera o supplicante e mani quasi sempre giunte. Ad oggi, si ritiene che Il Perdono di Gesualdo dall'altare maggiore di Santa Maria delle Grazie fornisca l'unico ritratto autentico del compositore.
Nella prima monografia dedicata alla sua figura e intitolata Gesualdo, musician and murderer, nel 1926, Cecil Gray sottolinea che il ritratto del principe «innesca una curiosa e sgradevole impressione per l'osservatore: analizzando i lineamenti del viso, rivela una personalità perversa, crudele, vendicativa e tuttavia fisicamente più debole che forte, quasi addirittura femminile: si tratterebbe tra l'altro proprio del profilo tipico di un uomo tronfio di sé perché discendente da una nobile e longeva famiglia aristocratica».
Se si ammette che Gesualdo indossasse l'armatura cerimoniale offerta dagli Este durante il suo matrimonio a Ferrara, armatura conservata presso il museo del castello di Konopiště, in Repubblica Ceca, il compositore era di piccole dimensioni o di media altezza per il suo tempo (tra 1,65 e 1,70 m). Magro, abile nel brandire la spada e nell'auto-elogiarsi di fronte al conte Fontanelli, «esperto in entrambe le arti» della caccia e della musica, egli aveva una bella voce da tenore.
Gli ultimi anni della sua vita (un decennio circa) risultarono costellati da molti problemi di salute: asma, emicrania e acciacchi intestinali erano tra gli altri «disturbi gravi e continui» che gli impedirono di lasciare i suoi feudi in Irpinia (e lo costrinsero perlopiù a Gesualdo), di cui spesso si lamentava nella corrispondenza.
I grandi eventi della vita di Gesualdo sono noti in una certa misura. Anche le lettere conservate e le testimonianze ottenute dai contemporanei gettano luce sulla sua vita quotidiana: l'ambiente in cui crebbe il principe di Venosa fu quello delle corti napoletane, romane e ferraresi, in cui si distinse perché appariva chiuso in se stesso, algido, geloso dei suoi privilegi, violento e litigioso, attaccato alle tradizioni e ad ogni tipo di segno esterno di ricchezza, nobiltà e dominio.

#### Patrimonio: fortuna e dovere
Forti del loro status di principi e della loro alleanza con papa Pio IV, che li preservò dalla sorte riservata alla maggioranza dei grandi baroni napoletani progressivamente rovinati e soggiogati alla famiglia reale spagnola, il nonno e il padre di Gesualdo accumularono un'ingente fortuna, la cui importanza si misurava al momento del matrimonio con Maria d'Avalos, nel 1586. I gioielli ricevuti dai suoceri testimoniano l'agiatezza in cui il compositore crebbe:
Per avere un'idea del valore di tali doni, basterà ricordare che un famoso musicista come Giovanni de Macque, organista della Santissima Annunziata di Napoli, percepì una rendita mensile di dieci ducati nel 1591, anno della morte di Fabrizio Gesualdo.
Il testamento di quest'ultimo fornisce ulteriori elementi finalizzati a stimare il valore del patrimonio familiare e per misurare il peso delle responsabilità che di conseguenza gravavano sul Gesualdo:
Inoltre, lo stesso documento statuisce che, nel caso in cui suo figlio non avesse avuto un erede, la somma di 300.000 ducati sarebbe stata elargita in favore dell'ordine dei Gesuiti, e che gli ospedali degli Incurabili e dell'Annunziata avrebbero dovuto ricevere 200.000 ducati.
Essendo diventato un principe, Gesualdo si prodigò per trovare una moglie al figlio Emanuele. Egli forse sperimentò delle difficoltà a causa della sua reputazione personale: il futuro marito non aveva più una madre per colpa del padre e, proprio come Carlo fu costretto a fare, pure il figlio si avvicinò a una donna non facente parte della nobiltà napoletana, ma di una corte più settentrionale. A nulla servì descrivere le qualità in una lettera alla moglie di suo cognato, che gli aveva ripetutamente rifiutato entrambe le figlie. La nascita del nipote Carlo, tre anni dopo le nozze, sembrò dare al principe la soddisfazione di aver adempiuto ai suoi doveri, ma purtroppo presto questo evento fu oscurato dalla prematura morte del bambino.

#### Il crimine del secolo
Una versione molto romanzata del duplice omicidio, intitolata Successo di don Fabrizio Carafa, Duca d'Andria e di donna Maria d'Avalos e firmata con il doppio pseudonimo di Silvio e Ascanio Corona, divenne nel giro di breve famosa e poi citata in più documenti ufficiali sotto sigillo. Lo scritto descrive l'incontro dei due innamorati, la gelosia del cardinale Giulio Gesualdo, zio di Carlo e le cui avances Maria avrebbe rifiutato, l'incitamento alla vendetta, i desideri impuri della moglie adultera, il suo «sfrenato appetito di provare le dolcezze d'amore et godere le bellezze del cavalier Fabrizio» e le ultime parole scambiate dalla donna prima di essere colpita a morte.
Molto inchiostro è stato versato sull'evento fino al XIX secolo: al di là dello scandalo che coinvolse tre grandi famiglie della nobiltà e in chiave analogica, per via delle alleanze, l'intera aristocrazia napoletana, questo delitto d'onore divenne un soggetto popolare in vari racconti, a testimonianza di un genuino senso di compassione riservato alle vittime. Anche Torquato Tasso rievoca gli ultimi momenti degli innamorati in diversi sonetti, ma, poiché il poeta faceva parte della cerchia familiare dei Carafa, si tratta di un'apologia elegiaca piuttosto che di un resoconto fattuale. Cecil Gray nota che i poeti paragonano Maria a Venere e il suo amante Fabrizio a Marte, cosicché «il personaggio di Carlo si trova costretto a vestire il ruolo di Vulcano».
Nel Regno di Francia, Pierre de Bourdeille, signore di Brantôme riprese la storia nel suo Vies des dames galantes (il primo discorso si intitola: Sulle signore che fanno l'amore e i loro mariti cornuti, in lingua originale: Sur les dames qui font l'amour et leurs maris cocus). Denis Morrier definisce l'affare Gesualdo il «crimine del secolo», che ha permesso di far assumere alla reputazione del principe compositore una straordinaria risonanza intorno al suo gesto.

#### Un signore legato ai suoi domini

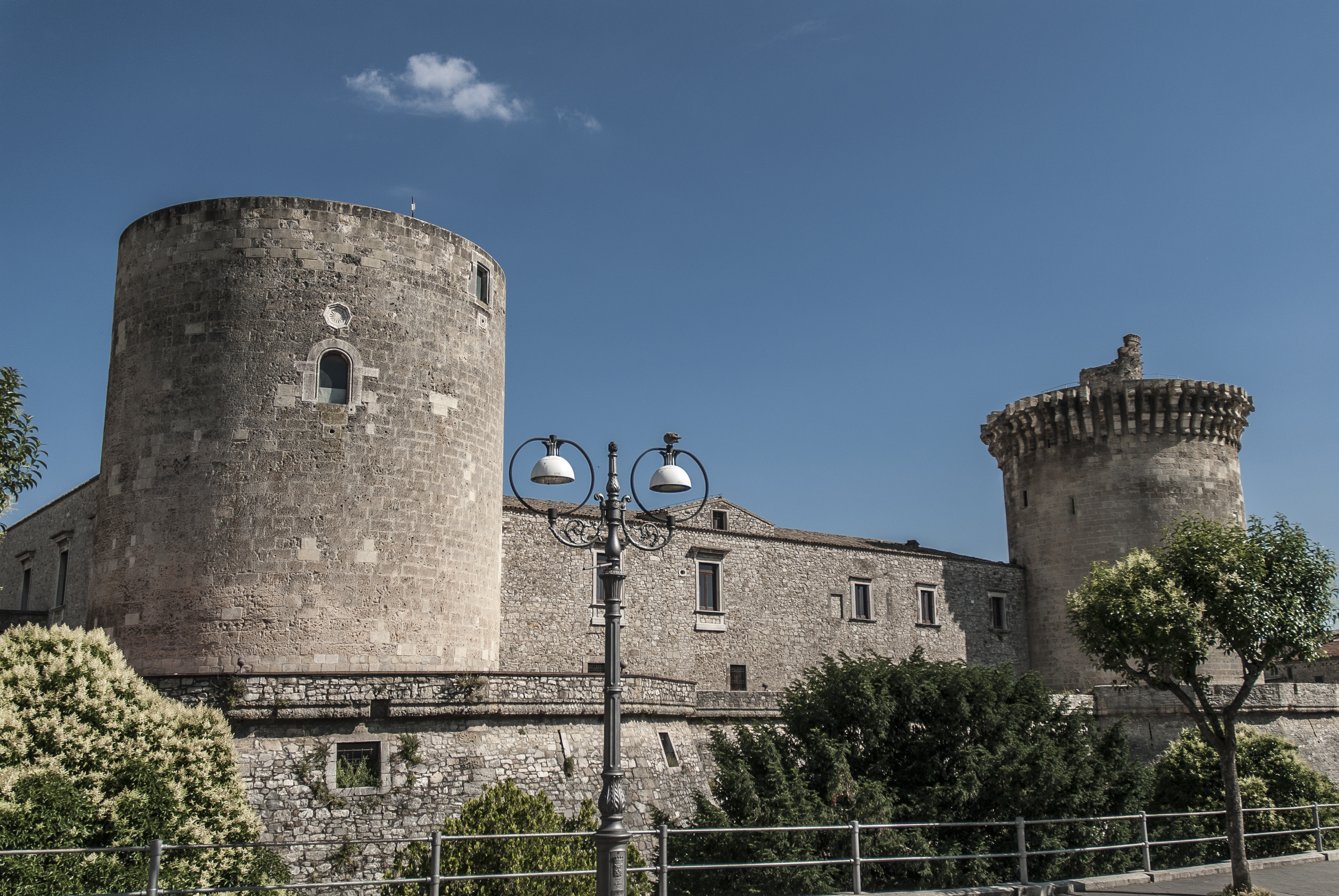
Il castello aragonese di Venosa, trasformato da Carlo in dimora signorile

In seguito all'assassinio di Maria d'Avalos, nel 1591 Carlo si era spostato nel suo castello di Gesualdo. La morte del padre, avvenuta poco più di un anno dopo, mise nelle sue mani tutte le terre, i castelli e gli altri possedimenti legati al principato. Gesualdo intraprese quindi una vasta impresa per restaurare la casa di famiglia, trasformando l'antica cittadella normanna in una residenza fortificata, in grado di ospitare una corte degna di questo nome. A questi lavori si associavano grandi piani di disboscamento della pineta sulla collina che circonda il castello (spesso interpretati come operazione dissuasiva, volta a proteggersi da un possibile attacco della famiglia Carafa).
Queste opere, infatti, rientravano in un programma urbanistico di ampio respiro, dotando la città di piazze, fontane ed edifici religiosi. Gesualdo supervisionò in particolare la costruzione di due conventi, uno domenicano, l'altro dei cappuccini, nonché la realizzazione delle rispettive chiese del Santissimo Rosario, completata nel 1592, e di Santa Maria delle Grazie, di cui non vide mai il completamento.
La testimonianza del conte Fontanelli, astuto diplomatico e fiduciario di Alfonso II, oltre che consigliere di musica presso l'Accademia dei partenii e che lo accompagnò nel viaggio nelle sue terre napoletane nel 1594, fornisce una descrizione positiva dei feudi del Gesualdo, «un paese ameno et vago alla vista quanto si possa desiderare, con un'aria veramente soave et salubre [...] et per quello ch'io vedo [Carlo Gesualdo] ha uno stato assai grande, et li vassalli svisceratissimi», cioè attaccati visceralmente al loro signore. La serie di missive inviate al duca d'Este permette di pensare al Gesualdo come a un principe responsabile della prosperità dei possedimenti e della buona gestione degli affari. Gli archivi cittadini rivelano anche la sua abilità nell'amministrazione dei beni, il che suggerirebbe di riqualificare il ritratto di un compositore ancora consumato dal rimorso, costantemente convinto di dover rimediare ai suoi errori e «perso nella musica».

#### L'importanza dell'ambiente sociale
I matrimoni di Gesualdo permettono di immaginare l'ambiente elitario in cui viveva. Nella corrispondenza, sia ufficiale che privata, si rintracciano solo propositi di eterno attaccamento, giuramenti infranti, impegni reciproci, alleanze familiari dello stesso rango, vendite e acquisti di terreni, continui mercanteggiamenti e contratti dove i sentimenti umani non trovano posto. Cesare d'Este, fratello della seconda moglie del compositore, trattò Gesualdo con freddezza nelle sue lettere, ottemperando al pagamento della dote di Leonora in termini diversi da quelli pattuiti. Anche i membri del clero, a cominciare dallo zio del principe, l'illustre cardinale Alfonso, mostravano una formidabile abilità nel manipolare coloro che li circondavano. Si può quindi intuire, in numerose occasioni, che Gesualdo fosse condizionato dai suoi genitori, dalla corte in cui doveva comparire e dai membri della famiglia che occupavano alte cariche vicine al soglio pontificio.
Si può pensare che Gesualdo trovasse una via di fuga nella composizione di madrigali armoniosi e ingegnosi, di cui si rivelò «veramente quasi un maestro». Lo spirito di emulazione, anche di superamento nelle prime opere, e il desiderio di competere con i musicisti più stimati del suo tempo, potrebbero anche essere intesi come una sicura via di fuga dall'opprimente mondo fatto di lezioni che lo circondava. Con il duca di Ferrara Alfonso II parlò tra l'altro solo di musica.

### Principe e compositore

#### I Gesualdo di Venosa: gloria e declino
La nobiltà dei Gesualdo vantava origini notevolmente illustri, in quanto la discendenza risaliva a Ruggero di Normandia, re di Sicilia, duca di Puglia e Calabria e, se si considera il figlio illegittimo Guglielmo Gesualdo, primo conte di Gesualdo, si traccia un legame di sangue anche con Roberto il Guiscardo, il leggendario condottiero che condusse gran parte della conquista normanna dell'Italia meridionale nel XI secolo. Il feudo e il castello di Gesualdo risalivano al XII secolo. Figurando inoltre come la bisnonna per linea paterna Maria Balsa, anche se non vi è la certezza assoluta, è possibile che il celebre Vlad III di Valacchia, padre naturale della nobildonna montenegrina, fosse trisavolo del compositore.
La vita del compositore occupa una posizione molto speciale in questo lignaggio: la sua nascita coincide con il momento più glorioso nella storia della famiglia e la sua morte, per mancanza di un erede maschio, ne segna la fine. Il matrimonio dei suoi genitori, in data 13 febbraio 1561, fu all'origine di una formidabile ascesa sociale di tutta la casata. La madre del compositore era nipote di papa Pio IV, e la tradizionale politica di nepotismo dello Stato pontificio permise incarichi importanti ad alcuni tra i suoi zii. In tale contesto, Alfonso Gesualdo fu nominato cardinale il 1 marzo 1561.
D'altra parte, Luigi IV, nonno del compositore, ottenne il principato di Venosa dal re di Spagna Filippo II, il 30 maggio 1561. A questo titolo si aggiunse quello di conte di Conza, assegnato dal re Alfonso V d'Aragona a Sansone II il 1º agosto 1452, e alla dignità di Grande di Spagna conferito a Fabrizio Gesualdo e ai suoi discendenti dall'imperatore Carlo V d'Asburgo nel 1536.
Carlo Gesualdo sarebbe però solo un nome tra gli altri, nella genealogia delle case regnanti, se non avesse pubblicato i suoi libri di madrigali e di musica religiosa.

#### Il rapporto con la musica
L'interesse di Gesualdo per la musica non era senza precedenti, anche tra i membri della sua famiglia. L'educazione di un principe incoraggiava una buona conoscenza degli autori classici e della poesia contemporanea, la pratica del canto e quella di uno strumento.
Il nonno del compositore, Luigi IV, era protettore del poeta Bernardo Tasso, padre di Torquato. Il padre, Fabrizio, aveva al suo seguito uno stuolo di musici: Giovanni de Macque, probabilmente maestro di Carlo, dedicò al principe il suo Secondo libro di madrigali in sei parti nel 1589. Il compositore Giovan Leonardo Pocaterra offrì inoltre, nel 1585, a Carlo, il suo Settimo libro dei madrigali testimoniando nella prefazione di essere in "debito" con Fabrizio.
Carlo Gesualdo continuò la tradizione dei suoi antenati; il matrimonio con Eleonora d'Este divenne l'occasione per la pubblicazione di poesie e canzoni dell'editore ducale di Ferrara, Baldini. Il giovane principe incoraggiò così Luzzasco Luzzaschi a pubblicare, con lo stesso editore, i suoi libri di madrigali IV (1594), V (1595) e VI (1596) quando lo incontrò. Luzzaschi espresse la sua gratitudine nella prefazione e nella dedica del Quarto Libro:
Anche Alfonso Fontanelli, che aveva seguito Gesualdo in ambasciata, per conto del duca di Ferrara, da Napoli a Venezia, fece pubblicare nel 1595 un primo libro di madrigali di suo pugno. Tuttavia, in accordo con l'usanza aristocratica secondo cui la composizione musicale appariva non in linea con i canoni della nobiltà, Fontanelli intitolò questa pubblicazione Primo libro di madrigali senza nome dell'autore.
Secondo diverse testimonianze, a cominciare da quella di Fontanelli, l'atteggiamento di Gesualdo verso la composizione musicale era totalmente privo di quel distacco aristocratico, la «sprezzatura», che richiedeva che una persona di alto rango dovesse sapere molto senza mettersi in mostra. Al contrario, Carlo Gesualdo intendeva esporre chiaramente la sua arte. Le testimonianze di Fontanelli su questo punto appaiono eloquenti, anche se non manca di sottolineare la qualità di Gesualdo come musicista:
(Lettera inviata al duca di Ferrara il 19 dicembre 1593)
(Lettera inviata al duca di Ferrara il 18 febbraio 1594)
Questo atteggiamento insolito gli conferì uno status molto speciale, prima tra le corti reali e ducali di Napoli e Ferrara, poi tra i grandi compositori del tardo Rinascimento.

#### Una passione personale
Libero di comporre secondo il suo «buon piacere», senza preoccuparsi di dover rispondere ai gusti di un mecenate, Gesualdo subì però un evidente «complesso di legittimità». Agli occhi dei contemporanei, le sue fatiche sembravano testimoniare una caratura degna di un musicista professionista. Vincenzo Giustiniani parla infatti di «madrigali pieni di molto artificio e di contraponto esquisito, con fughe difficili e vaghe in ciascuna parte, intrecciate fra loro»:
L'unico segno di distacco mostrato da Gesualdo riguarda l'assenza di una firma ufficiale nella pubblicazione dei suoi madrigali: nei sei libri si osserva infatti, sotto forma di locuzione che non lo indica per nome e cognome, l'intestazione Madrigali del prencipe di Venosa.
La prima composizione conosciuta di Gesualdo, il mottetto Ne reminiscaris Domine, apparve in forma anonima nel 1585, in una raccolta presentata e firmata da Stefano Felis, maestro del coro presso la cattedrale di Bari. I primi due libri di madrigali sono indirizzati «al mio signore e capo, illustre ed eccellente, Don Carlo Gesualdo, principe di Venosa» da Scipione Stella, giovane sacerdote e musicista dell'entourage del compositore, nel maggio del 1594. Il Terzo e il Quarto sono offerte allo stesso modo da Hettore Gesualdo, anch'egli vicino al principe, nel 1595 e 1596.
Le lettere di dedica degli ultimi due libri sono firmate da don Pietro Cappuccio nel giugno 1611 e risultano eccezionalmente ricche di informazioni, e tra queste l'affermazione delle qualità musicali di Gesualdo. Quella del quinto specifica che «alcuni compositori volevano supplire alla povertà del loro genio con un'arte fraudolenta attribuendo a se stessi molti bei passaggi dalle opere di Vostra Eccellenza, oltre che dalle vostre invenzioni, come è avvenuto soprattutto in questo quinto libro dei vostri meravigliosi madrigali».
Con gli ultimi madrigali, più originali e arditi, Gesualdo voleva essere davvero considerato un compositore, un maestro la cui opera poteva divenire rilevante nella storia della musica.

### Maestro del madrigale e ispirazioni poetiche
Al suo tempo, Gesualdo appariva come un compositore tradizionale. Se Claudio Monteverdi realizza il passaggio dal madrigale «manierista» e dall'opera all'invenzione del madrigale «drammatico», una vera cerniera tra Rinascimento e Barocco, Gesualdo non modificò fondamentalmente le forme esistenti. Egli compose con chiavi molto personali, ricche di scale cromatiche (con largo uso di note alterate da diesis e da bemolli), dissonanze e pause ritmiche e armoniche. Secondo Catherine Deutsch, Cipriano de Rore, Giaches de Wert o Luca Marenzio non avevano permesso al cromatismo di corrompere le loro esecuzioni fino a questo punto e non originarono mai una «continua primavera compositiva», come invece fece Carlo Gesualdo.
Gli approcci concomitanti di Gesualdo e Monteverdi si completano a vicenda, portando il madrigale a un tale grado di potere musicale che il genere stesso sprofonda sulle sue fondamenta. Gli artifici estremamente virtuosistici rappresentati dai contrappunti, tanto apprezzati dal principe, furono poi rapidamente soppiantati da melodiose arie accompagnate, e le sue stravaganze cromatiche furono sopraffatte dall'efficienza e dalla chiarezza del nascente concetto di tono.
Gesualdo ebbe grande cura nella scelta dei testi per i madrigali. La sua musica si attacca ai più piccoli dettagli della poesia, l'accompagna letteralmente «parola per parola» e può passare da un estremo all'altro (dalla luce al buio, dalla gioia alla tristezza) con i cambiamenti adeguati in termini di armonia e tempo, oltre che poche note nel caso in cui il testo lo richiedeva. I compositori coevi svilupparono una nuova tecnica, il «canto affettuoso», dove la poesia non si limita a guidare la musica, ma si distingue per le sue qualità espressive. Ciò ha permesso un allontanamento dalle regole del contrappunto tradizionale e, per soddisfare queste nuove richieste, i musicisti si avvicinarono allora a brevi testi concepiti come «serbatoi di affetti» intesi in senso psicologico. Gesualdo portò questa tendenza all'estremo, attaccandosi a figure retoriche come l'ossimoro (ad esempio «giorno oscuro», «dolce dolore», «amati martiri», «gioia dolorosa», tutti presenti nell'arco di pochi minuti).
Egli mostrò grande ammirazione per Torquato Tasso, ad esempio, che conobbe a Ferrara e di cui ha messo in musica nove madrigali. I rapporti tra il poeta e il musicista sono stati a lungo oggetto di un fascino romantico, associando prontamente le passioni e i tormenti dei due creatori. Tuttavia, dando uno sguardo alla loro corrispondenza, sembra che il poeta cercasse semplicemente di soddisfare le richieste di un principe dal quale poteva sperare in favori. Su una quarantina di liriche ultimate per Gesualdo già nel 1592, il compositore ne conservava solo un piccolo numero, inclusa Se così dolce è il duolo, numero 5 del secondo libro dei madrigali.
Gesualdo attinse anche ai testi di Battista Guarini e di pochi altri poeti apprezzati dai compositori di madrigali. Può anche darsi che le sue scelte riflettessero soprattutto la voglia di competere con i grandi nomi del panorama musicale dell'epoca. Tirsi morir volea aveva già conquistato Luca Marenzio (1580), Giaches de Wert (1581), Philippe de Monte (1586) e Andrea Gabrieli (1587), così come una ventina di altri compositori prima che Gesualdo ultimasse il suo Primo libro dei madrigali nel 1591.

#### Incontri e influenze musicali
Durante le feste in onore del suo secondo matrimonio, Gesualdo ebbe modo di entrare in contatto con la camerata Bardi di Firenze. Giulio Caccini riferisce che Jacopo Corsi, Ottavio Rinuccini e Giulio Romano si recarono a Ferrara «per goder delle maschere, musiche, et nozze». Tuttavia, il principe mostrò più interesse per l'abilità strumentale e vocale, polifonica e cromatica di Luzzaschi, che verso gli iniziatori del melodramma, membri della grande accademia fiorentina, dove la monodia accompagnata trionfava.
Infatti, Luzzasco Luzzaschi di certo influenzò Gesualdo nella maniera «espressionista» dei suoi madrigali, almeno quelli del Quarto libro. A Ferrara aveva sede pure il famoso Canto delle dame, un piccolo consesso di musiciste che eseguiva concerti presso la corte e per cui anche il principe compose diversi brani. In particolare, Carlo Gesualdo ammirò quel modo così diverso di cantare, i virtuosismi, l'abilità nel far intendere appieno le parole e il loro repertorio di musiche, scritte in larga misura da Luzzaschi, non più destinate solo al «diletto» riservato delle esecutrici, bensì al piacere dell'ascolto da parte di un pubblico vasto e competente. Il 25 giugno 1594, Fontanelli lo testimonia in una lettera al duca Alfonso II:
Gesualdo non pubblicò però nessuna aria o dialogo per questi tre soprani. Apparentemente, il compositore voleva limitare le pubblicazioni ai soli brani che riteneva degni di essere resi pubblici, lasciando per sé le composizioni più modeste.
Mentre si trovava a Venezia, nel 1595, espresse anche il desiderio di incontrare Giovanni Gabrieli. Fontanelli fa un commento interessante al riguardo:
Palesemente, Gesualdo aveva uno stretto rapporto con la comunità musicale del tempo, in virtù della sua doppia identità di principe e compositore. L'atteggiamento generalmente adottato dai musicisti professionisti giustifica alcune delle sue scelte come compositore.

## Ascendenza
|                      |                   |                          | Genitori                     |  |  | Nonni |  |  | Bisnonni            |  |  | Trisnonni          |  |
|                      |                   |                          |                              |  |  |       |  |  | Fabrizio I Gesualdo |  |  | Luigi III Gesualdo |  |
|                      |                   |                          |                              |  |  |       |  |  | Fabrizio I Gesualdo |  |  | Luigi III Gesualdo |  |
|                      |                   | Giovanna Sanseverino     |                              |  |  |       |  |  | Fabrizio I Gesualdo |  |  |                    |  |
| Luigi IV Gesualdo    |                   |                          |                              |  |  |       |  |  | Fabrizio I Gesualdo |  |  |                    |  |
|                      |                   | Sveva Caracciolo         | Troiano II Caracciolo        |  |  |       |  |  |                     |  |  |                    |  |
|                      |                   | Sveva Caracciolo         | Troiano II Caracciolo        |  |  |       |  |  |                     |  |  |                    |  |
|                      |                   | Sveva Caracciolo         | Ippolita Sanseverino         |  |  |       |  |  |                     |  |  |                    |  |
| Fabrizio II Gesualdo |                   | Sveva Caracciolo         |                              |  |  |       |  |  |                     |  |  |                    |  |
|                      |                   | Alfonso Ferrillo         | Giacomo Alfonso Ferrillo     |  |  |       |  |  |                     |  |  |                    |  |
|                      |                   | Alfonso Ferrillo         | Giacomo Alfonso Ferrillo     |  |  |       |  |  |                     |  |  |                    |  |
|                      |                   | Alfonso Ferrillo         | Maria Anna Rossi             |  |  |       |  |  |                     |  |  |                    |  |
| Isabella Ferrillo    |                   | Alfonso Ferrillo         |                              |  |  |       |  |  |                     |  |  |                    |  |
|                      |                   | Maria Balsa              | Vlad III di Valacchia ?      |  |  |       |  |  |                     |  |  |                    |  |
|                      |                   | Maria Balsa              | Vlad III di Valacchia ?      |  |  |       |  |  |                     |  |  |                    |  |
|                      |                   | Maria Balsa              | Angelina Arianit Komneni ?   |  |  |       |  |  |                     |  |  |                    |  |
| Carlo Gesualdo       |                   | Maria Balsa              |                              |  |  |       |  |  |                     |  |  |                    |  |
|                      | Federico Borromeo | Giberto Borromeo         |                              |  |  |       |  |  |                     |  |  |                    |  |
|                      | Federico Borromeo | Giberto Borromeo         |                              |  |  |       |  |  |                     |  |  |                    |  |
|                      | Federico Borromeo | Maddalena di Brandeburgo |                              |  |  |       |  |  |                     |  |  |                    |  |
| Giberto II Borromeo  | Federico Borromeo |                          |                              |  |  |       |  |  |                     |  |  |                    |  |
|                      |                   | Veronica Visconti        | Galeazzo Visconti            |  |  |       |  |  |                     |  |  |                    |  |
|                      |                   | Veronica Visconti        | Galeazzo Visconti            |  |  |       |  |  |                     |  |  |                    |  |
|                      |                   | Veronica Visconti        | Antonia Mauruzzi             |  |  |       |  |  |                     |  |  |                    |  |
| Geronima Borromeo    |                   | Veronica Visconti        |                              |  |  |       |  |  |                     |  |  |                    |  |
|                      |                   | Bernardino Medici        | Gian Jacopo Medici           |  |  |       |  |  |                     |  |  |                    |  |
|                      |                   | Bernardino Medici        | Gian Jacopo Medici           |  |  |       |  |  |                     |  |  |                    |  |
|                      |                   | Bernardino Medici        | Clara Rajnoldi               |  |  |       |  |  |                     |  |  |                    |  |
| Margherita Medici    |                   | Bernardino Medici        |                              |  |  |       |  |  |                     |  |  |                    |  |
|                      |                   | Cecilia Serbelloni       | Giovanni Gabriele Serbelloni |  |  |       |  |  |                     |  |  |                    |  |
|                      |                   | Cecilia Serbelloni       | Giovanni Gabriele Serbelloni |  |  |       |  |  |                     |  |  |                    |  |
|                      |                   | Cecilia Serbelloni       | Caterina Seroldini           |  |  |       |  |  |                     |  |  |                    |  |
|                      |                   | Cecilia Serbelloni       |                              |  |  |       |  |  |                     |  |  |                    |  |

## Critica musicale

### XVII secolo: l'elogio dei contemporanei
I madrigali del principe di Venosa furono naturalmente eseguiti anche alla sua corte, con la partecipazione dei migliori artisti che Gesualdo poté riunire e che apprezzavano la presenza di un tale mecenate. Nel suo trattato Della prattica musica vocale e strumentale del 1601, Scipione Cerreto dipinge un ritratto così lusinghiero del compositore che ne diventa quasi sospettosa la sincerità:
Le testimonianze dei parenti di Gesualdo non sempre forniscono pareri simili al riguardo: Fontanelli si limita a scrivere che appare chiara la grandezza della sua vena artistica. Il poeta Ridolfo Arlotti fornisce nel 1601 un'ironica descrizione delle serate musicali al castello di Gesualdo in una lettera al cardinale Alessandro d'Este:

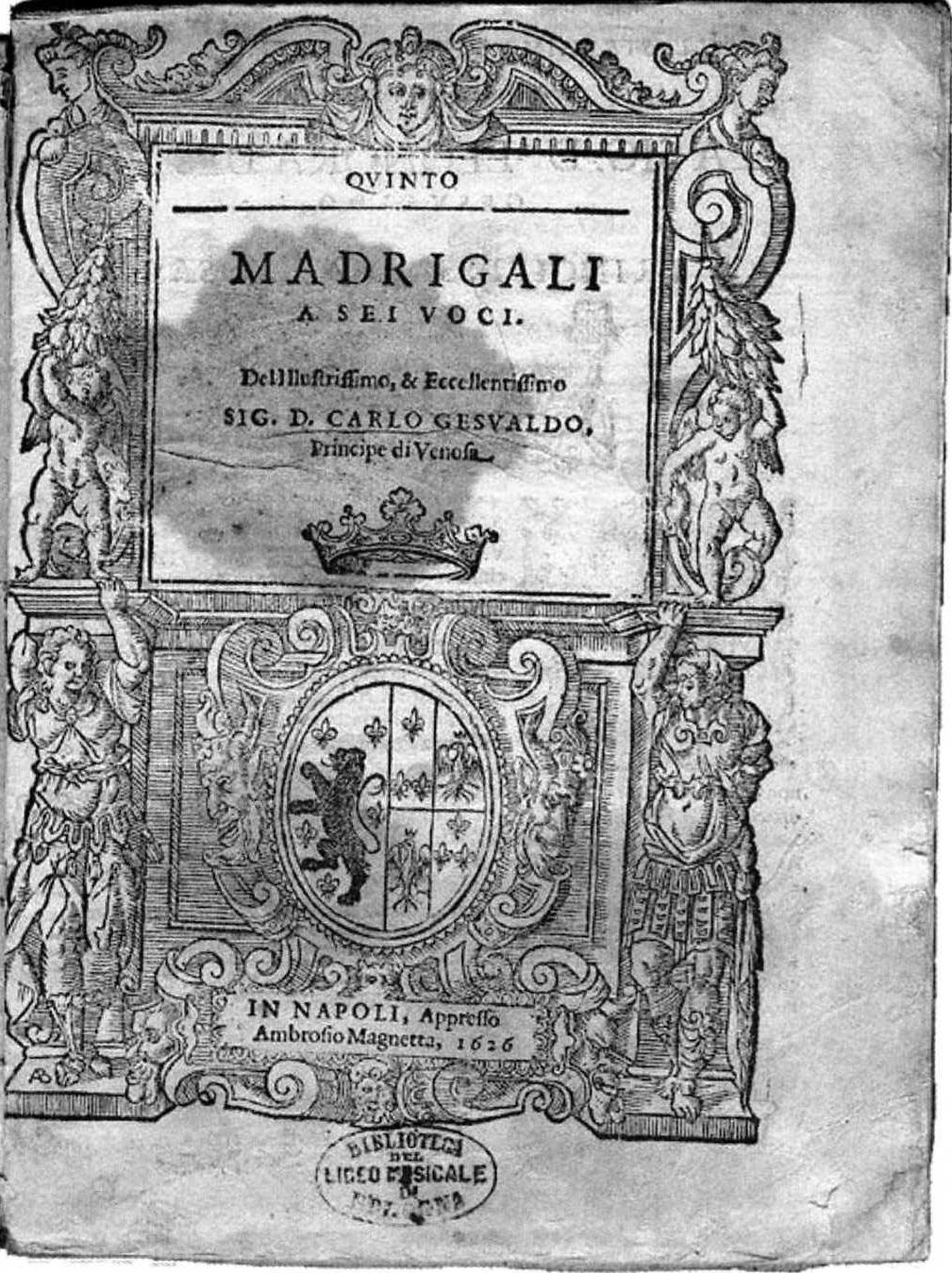
Madrigali a sei voci, edizione originale del 1626: ben visibile al centro lo stemma dei Gesualdo e degli Este

Il numero di ristampe dei libri di madrigali di Gesualdo basterebbe ad attestare che il pubblico apprezzava la sua musica, cosa che vale per tutti i madrigali: vi furono più di cinque ristampe del Primo libro dal 1603 al 1617 e quattro ristampe del Secondo, del Terzo e del Quarto fino al 1619. Nello stesso anno della morte del principe (il 1613), era in preparazione un'edizione completa dei sei libri, sotto la direzione di Simone Molinaro. Questa venne stampata a Genova ("Fatica di Simone Molinaro maestro di capella nel duomo di Genova") come Partitura delli sei libri de' madrigali a cinque voci, anche se non si sa se autorizzata dall'autore prima della morte, ma di certo esempio rarissimo per l'epoca di una raccolta di polifonia vocale in partitura. Nel 1626 apparve un unico "libro di madrigali" a sei voci e, per un signore senza discendenti da onorare o lusingare, la diffusione dell'opera in Italia ed Europa si rivelò un riconoscimento ulteriore delle sue qualità di musicista.
È significativo trovare la sua influenza sulle opere dei compositori napoletani, ovvero coevi come Giovanni de Macque, Pomponio Nenna e Scipione Dentice, e su quelli della successiva generazione come Sigismondo d'India, Giacomo Tropea, Crescenzio Salzilli, Scipione Lacorcia, Antonio Cifra, Michelangelo Rossi, nonché su Girolamo Frescobaldi, i quali cercarono di estendere la ricerca espressiva di Gesualdo nel senso del cromatismo.
I teorici della musica non avevano mancato, come Adriano Banchieri, di salutare la maestria del compositore, affiancandolo a Claudio Monteverdi per la forza espressiva dei contenuti. Pietro Della Valle, nel suo trattato Della musica dell'età nostra (1640), gli rende un magnifico tributo postumo, raddoppiato da una raffinata analisi musicale:
Le frequenti esecuzioni romane di madrigali di Gesualdo presso i Barberini e, più tardi, alla corte di Cristina di Svezia o la presenza di composizioni in archivi romani come quello dei Doria Pamphili non appaiono gli unici esempi rintracciabili di esecuzione negli anni successivi. La fama di Gesualdo continuò a varcare i confini dell'odierna Italia anche dopo la sua morte: il compositore è menzionato in termini elogiativi in The Compleat Gentleman di Henry Peacham, pubblicato a Londra nel 1622. Nel 1638, il poeta inglese John Milton acquisì una collezione di madrigali provenienti da Venezia dei migliori maestri italiani dell'epoca (ovvero Luca Marenzio, Claudio Monteverdi, Orazio Vecchi, Antonio Cifra, il principe di Venosa e pochi altri).
A Dresda, Heinrich Schütz richiese nel 1632 che gli venissero inviate copie dei madrigali del principe di Venosa e dei suoi epigoni napoletani per studiarli. Nel 1650, nel suo trattato Musurgia universalis, sive ars magna consoni et dissoni, Athanasius Kircher considera Gesualdo come «universalmente riconosciuto per essere stato il primo a portare l'arte della musica all'attuale livello di eccellenza, e la cui memoria è circondata dall'ammirazione e dal rispetto per tutti i musicisti». Il musicologo inglese John Hawkins fa eco a questa lode nel suo History of music, pubblicato nel 1776. Philip Heseltine ritiene, tuttavia, che Hawkins aveva solo una conoscenza molto superficiale dell'opera di Gesualdo, ma cita i primi due madrigali del Secondo libro con riferimento al plauso di Kircher.

### XVIII secolo: il periodo classico

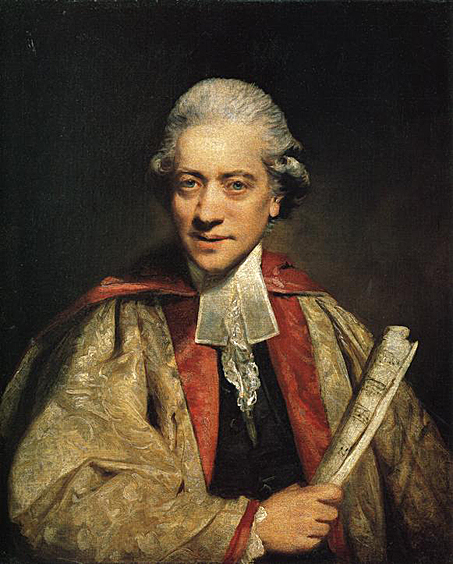
Charles Burney, olio su tela di Joshua Reynolds, 1781

La rivoluzione armonica apportata da Jean-Philippe Rameau, l'avvento della tonalità e del temperamento equabile grazie a Johann Sebastian Bach oscurarono, per un certo periodo, la comprensione dell'estetica polifonica «espressiva», modale e cromatica. I madrigali del Gesualdo e il loro spirito di ricerca e persino di trasgressione non avevano più motivo di essere citati al tempo di Franz Joseph Haydn e Wolfgang Amadeus Mozart, dove le dissonanze facevano solo timide apparenze e dove le progressioni armoniche erano fissate secondo rigide cadenze.
In un primo momento, la debole diffusione della musica religiosa di Gesualdo spinse a una lettura generalmente poco entusiastica delle sue fatiche. Una prima eccezione però si rintraccia nel XVII secolo, con Giovanni Battista Doni che affermava, nella sua Appendice a' trattati di musica, che «il principe di Venosa (che era nato propriamente per la Musica e con l'espressione del canto, poteva vestire a suo talento qualsivoglia concetto) non attese mai, che si sappia, a Canoni e simili Componimenti laboriosi. Tale dunque bisognerebbe, che fosse il genio del buon compositore». Alla fine dell'Illuminismo, anche Giovanni Battista Martini si esprimeva in toni positivi, sostenendo che lo stile di Gesualdo abbondava di ogni tipo di raffinatezza nell'arte musicale.
Il musicologo inglese Charles Burney, dal canto suo, rintraccia invece nei lavori del principe-compositore «non la minima regolarità del disegno melodico, del fraseggio o del ritmo, e niente di notevole nei suoi madrigali se non una successione di modulazioni contro i princìpi, che testimoniano il perpetuo imbarazzo e la mancanza di esperienza di un musicista dilettante». Nella sua Histoire générale de la Musique (1776), considera il madrigale Moro, lasso! al mio duolo come un caratteristico esempio del suo stile: aspro, scarno e pieno di modulazioni lascive, «veramente ripugnante secondo le regole di transizione ormai consolidate, ma anche estremamente scioccante e fastidioso per le orecchie». Gli elementi del contrappunto gesualdiano, in particolare, gli appaiono ingestibili e introdotti senza alcun discernimento su consonanze o dissonanze, sulle battute forti o deboli della misura, a tal punto che, quando la melodia viene eseguita, c'è più confusione nell'effetto complessivo che nella musica di qualsiasi compositore di madrigali di cui io conosca le opere. [...] Il «celebrated and illustrious Dilettante» sembra meritare altrettanti pochi elogi per le sue espressioni linguistiche, per le quali fu celebrato da Giovanni Battista Doni, quanto per il suo contrappunto.
Oltre ai pareri sopra esposti, più di un critico tra il XVIII secolo e la metà del Novecento ha considerato gli ultimi madrigali del Gesualdo «nient'altro che una massa di mostruosità senza testa né coda». Gesualdo non è menzionato nella Oxford History of Music compilata da Hubert Parry, ma solo nell'edizione del Grove Dictionary of Music and Musicians, la cui realizzazione venne supervisionata da Reginald Lane Poole. Leggere le sue partiture attraverso l'unico prisma della tonalità è stato essenziale per molto tempo per stigmatizzare il principe di Venosa come un «eccentrico dilettante», mentre l'eminente musicologo Alfred Einstein evocava la sensazione di «mal di mare» che l'ascolto dei madrigali di Gesualdo suscitava in lui.

### XIX secolo: la rivalutazione in epoca romantica

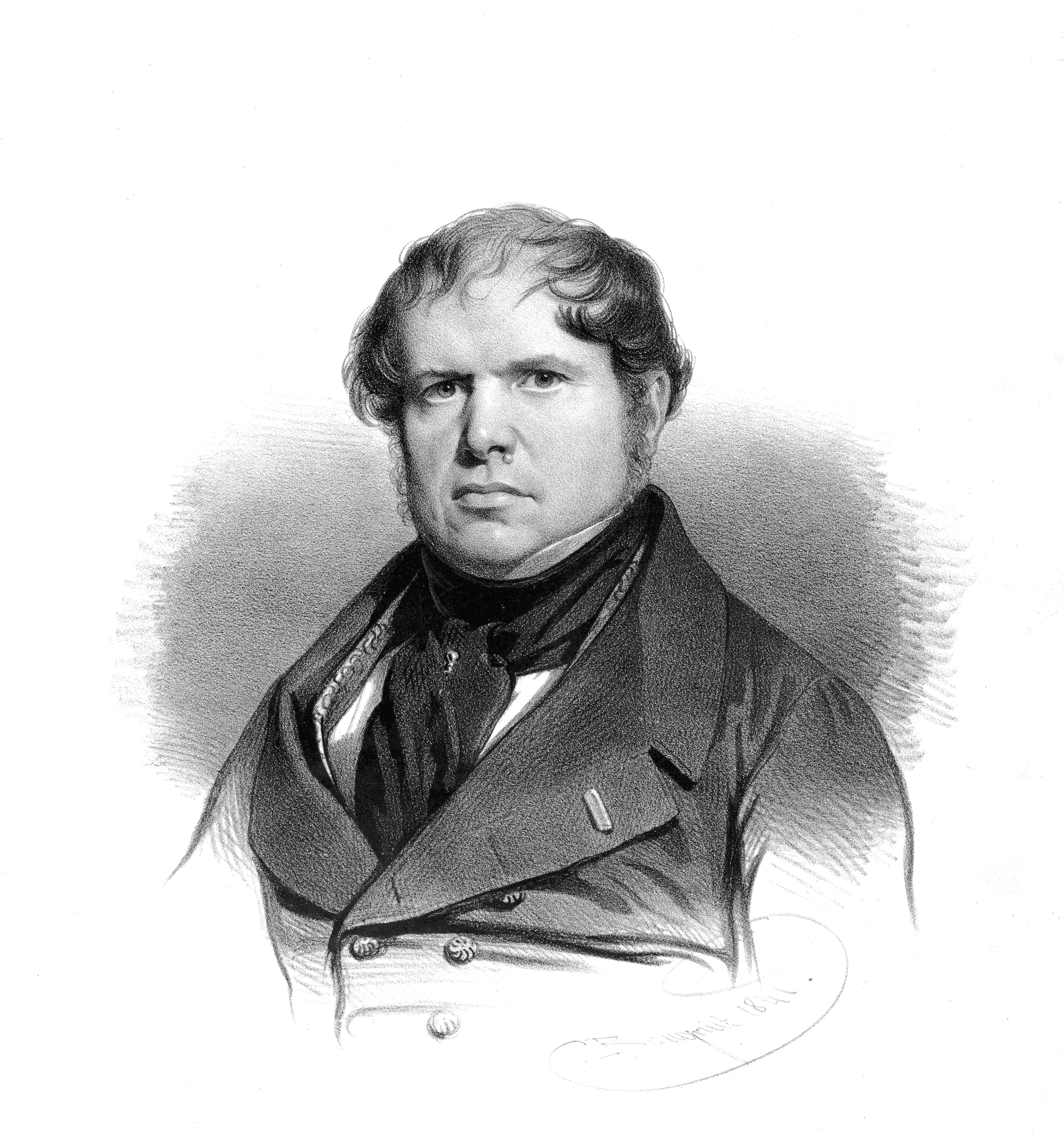
François-Joseph Fétis

Gli attacchi di Charles Burney contro i madrigali del Principe di Venosa trovano risposta con François-Joseph Fétis, che difende punto per punto lo stile del principe:
Fétis ritiene inoltre che «il sistema di successioni tonali impiegato da Gesualdo non è la vera modulazione, perché l'elemento armonico della sequenza di toni non esisteva ancora quando questi partorì le sue opere». Ciononostante, proprio queste proprietà fanno parte del suo pensiero, e Burney sbagliava a giudicarle secondo «criteri di epoca successiva», aggiungendo in conclusione: «è nel pathos che l'autore si distingue, e non si può negare che in questo genere sia superiore ai suoi contemporanei. Se avesse conosciuto l'accento passionale che risiede solo nell'armonia dissonante che costituisce la tonalità moderna, c'è ragione di credere che avrebbe prodotto modelli di espressione drammatica».
Denis Morrier conferma il giudizio secondo cui Gesualdo appare come un «genio straordinario». Le normali regole di tonalità non possono spiegare la sua musica. Quelle della musica modale e del contrappunto rivelano un autore rispettoso di certe tradizioni, che il XIX secolo transalpino riscoprì grazie all'insegnamento di Louis Niedermeyer. In un passaggio dei suoi melodrammi, Gaetano Donizetti lo definisce «madrigalista straordinario».
Allo stesso tempo, certa audacia del linguaggio gesualdiano trova eco nella generazione dei grandi musicisti romantici, Hector Berlioz in particolare, «uno dei primissimi musicisti della storia ad espandere il sistema tonale integrando le vecchie tradizioni». Romain Rolland osserva che «le sue melodie si conformano all'emozione, al punto da rendere il minimo brivido della carne e dell'anima, con alternanza vigorosa impasto e un sottile modellismo, con una grandiosa brutalità di modulazioni e un cromatico intenso e bruciante, con impalpabili degradazioni di ombre e luci, impercettibili brividi di pensiero, come onde nervose che percorrono tutto il corpo». Come fa notare Camille Saint-Saëns, si tratta di «una rappresentazione artistica di un'iperestesia unica, che non si accontenta della tonalità moderna, ma ricorre ad antiche consuetudini, ribellandosi all'enarmonia che regna sulla musica dai tempi di Johann Sebastian Bach, e che forse è un'eresia, destinata a scomparire».
Concentrandosi sull'espressione musicale delle passioni, allontanandosi dalla «giusta misura» (mediocritas) e il «buon gusto» classico definito severamente da Charles Burney, la musica di Gesualdo appare d'incanto sorprendentemente moderna. Il musicologo inglese Peter Warlock, basandosi sul principio per cui «l'armonia», in linea teorica, «è una questione d'istinto», afferma una continuità tra Gesualdo e alcuni compositori del XIX e del XX secolo: «Gesualdo, come Berlioz, Musorgskij, Delius e altri compositori istintivi, si sono sempre preoccupati di mantenere una propria espressione personale».

### XX secolo: la risurrezione

#### Seconda leggenda nera

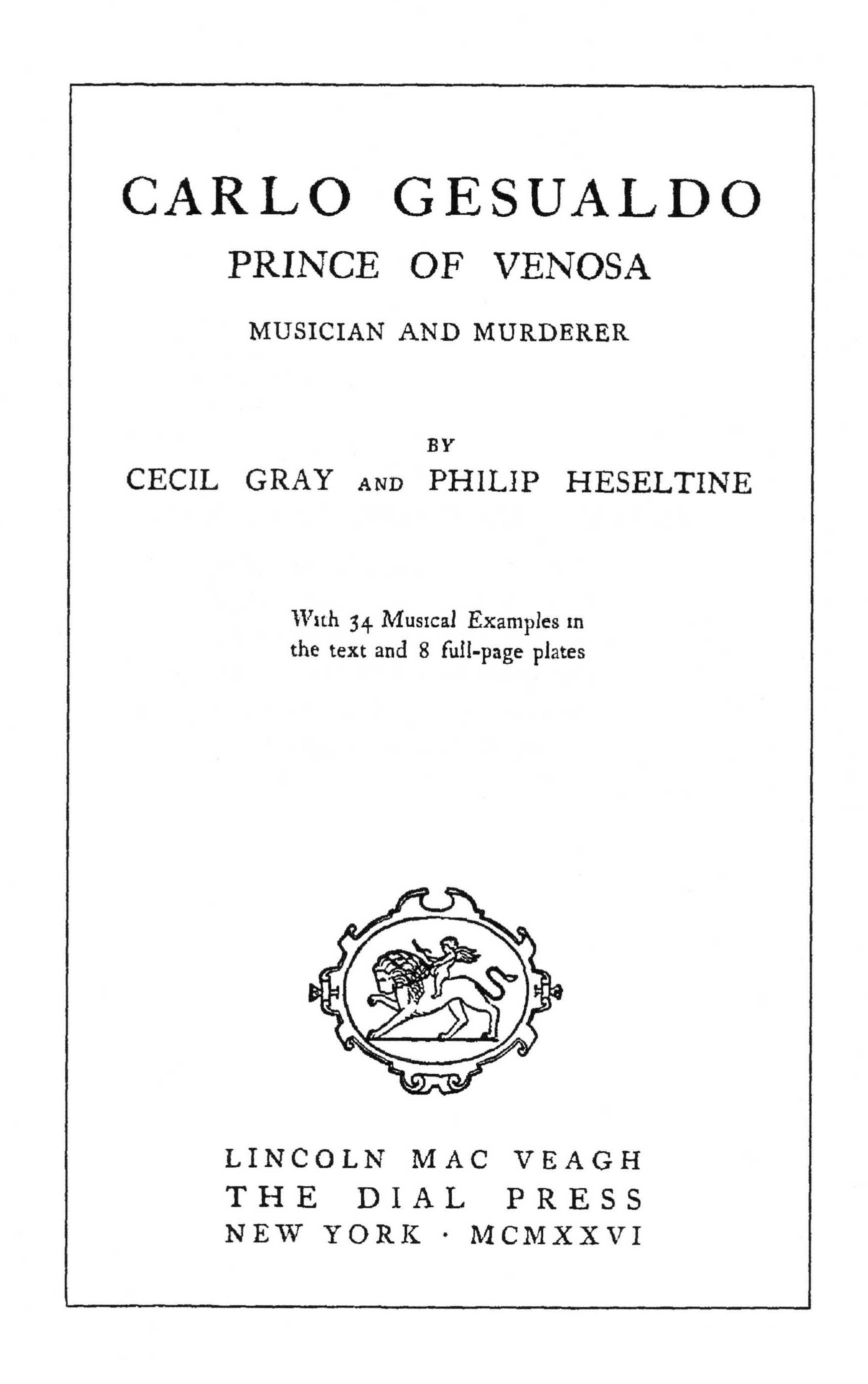
Frontespizio dell'edizione originale di Carlo Gesualdo, prince of Venosa, musician and murderer di Cecil Gray e Philip Heseltine

Anche se il compositore Charles Koechlin cita come esempio i madrigali «molto curiosi [e] con una libertà tonale più ardita» nel suo Trattato sull'armonia del 1926, la riscoperta del compositore è legata, all'inizio, non alla sua musica, ma alla sua reputazione. Secondo Catherine Deutsch, siccome l'adulterio cominciava a essere visto con più clemenza nelle società moderne, la colpa del compositore cambia volto. Da principe tirannico, colpito dalla punizione divina, Gesualdo diventa il musicista assassino, il sanguinario torturato dalla coscienza e dallo spettro della prima moglie.
Nel 1926, Cecil Gray e Philip Heseltine pubblicarono la prima opera dedicata quasi interamente a questa nuova "leggenda nera" del Gesualdo. Tutta la seconda parte di questo studio, intitolata Carlo Gesualdo consider as a Murderer, offre un'analisi psicologica del principe dal punto di vista de L'assassinio come una delle belle arti di Thomas de Quincey (1854). Allo stesso tempo, i musicologi associano sistematicamente le stranezze armoniche dei madrigali che studiano a qualche trauma legato all'assassinio di Maria d'Avalos, dove i contemporanei del principe vedevano un paradosso:
La terza sezione di questo studio, dedicata a Gesualdo come compositore, ha avuto un impatto immenso sui musicisti. Dall'inizio degli anni Trenta, alcuni dei suoi madrigali furono eseguiti in Francia sotto la direzione di Nadia Boulanger, in Italia sotto Luigi Dallapiccola, in Germania sotto Paul Hindemith e di lì fino agli USA, dove Igor' Fëdorovič Stravinskij prese notizia del compositore e si recò personalmente in visita a Gesualdo, in Irpinia, e alla sua tomba a Napoli, per ammirare i luoghi in cui visse l'aristocratico. Nel 1939, Tibor Serly
realizzò a Budapest una versione del madrigale Dolcissima mia vita, nº 4 del Quinto libro dei madrigali, per orchestra d'archi.
Virgil Thomson, in Gran Bretagna, e Aldous Huxley, Stati Uniti, divennero i portavoce del principe compositore. Da quel momento in poi, come ha asserito Glenn Watkins, la fama è aumentata a dismisura. L'interesse di Stravinskij e Huxley, in virtù della loro autorità, spronò il compositore Ernst Křenek a scrivere a Robert Craft alla fine del 1950:

#### Dopo il 1950: la "febbre Gesualdo"

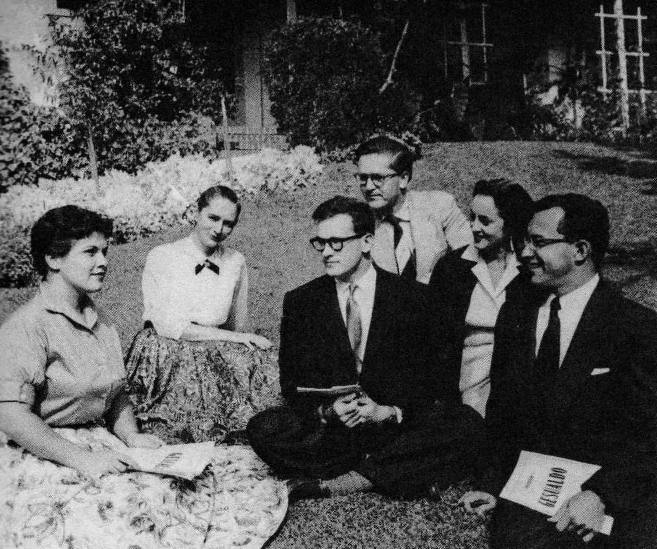
Robert Craft e i Madrigalisti del Gesualdo negli anni Cinquanta: tra questi, Marilyn Horne è quella a sinistra

Le opinioni su Gesualdo sono cambiate notevolmente dalla riscoperta e diffusione del suo lavoro nel Novecento, principalmente grazie all'edizione moderna della totalità dei madrigali di Wilhelm Weismann e Glenn Watkins, seguito da un'edizione italiana «perfetta» di Ildebrando Pizzetti. Da compositore marginale e sbilanciato, la cui musica sembrava destinata all'oblio, Gesualdo appare da allora un visionario per storici e critici musicali, il primo, diversi secoli in anticipo rispetto a Hector Berlioz, Richard Wagner e ai post-romantici, a fare ampio uso di scale cromatiche espressive e inaspettate modulazioni, rivelandosi in più un precursore della musica moderna per il suo uso di contrasti estremi e interruzioni dinamiche originali.
È per questo motivo che alcuni compositori del XX secolo gli hanno reso omaggio. In The Gesualdo Hex, pubblicato nel 2010, Glenn Watkins osserva lo scoppio di una vera "febbre" per il campano-lucano dai primi anni Sessanta, che si traduce in un gran numero di opere adattate o ispirate dal compositore. Lo studio elenca più di ottanta lavori, tra i quali figurano tra i più rilevanti:
- Il Monumentum pro Gesualdo di Stravinskij (1960), basato su tre madrigali del Gesualdo riscritti per un particolare organico di orchestra da camera in commemorazione del quarto centenario della nascita del musicista;[250][nota 16]
- Tenebrae Super Gesualdo di Peter Maxwell Davies (1972), per mezzosoprano e orchestra strumentale, dopo il mottetto O vos Omnes delle Tenebrae Responsoria;[251]
- Il Renaissance Concerto di Lukas Foss (1976), per flauto e orchestra, presentato come «commento alla musica di Gesualdo, Claudio Monteverdi e Jean-Philippe Rameau»;[252]
- Drei Madrigalkomödien di Peter Eötvös (1970-1990), riprende il poema dal madrigale Moro lasso! al mio duolo: il compositore ungherese riconosce un debito personale nei confronti di Gesualdo per il suo sviluppo artistico nel campo della musica vocale;[253][254]
- String Quartet nº 4 di Matthias Pintscher (1992), intitolato Ritratto di Gesualdo;[255]
- Tenebre di Scott Glasgow (1997), per orchestra d'archi;
- Carlo (1997), per orchestra d'archi e nastro magnetico del compositore australiano Brett Dean, che copre le prime battute di Moro lasso! al mio duolo;[256]
- Le voci sottovetro, elaborazioni da Carlo Gesualdo di Venosa di Salvatore Sciarrino (1998) per mezzosoprano e orchestra strumentale, dopo due madrigali dal Quinto e Sesto libro e due brani di musica strumentale di Gesualdo;[257][258]
- Gesualdo (1998), dell'arrangiatore Corrado Guarino e del sassofonista livornese Tino Tracanna, i quali hanno dedicato un CD pubblicato per la Splas(h) in cui sono presenti alcune composizioni del I, IV e VI libro;[259]
- In iij noct. (terzo quartetto d'archi) di Georg Friedrich Haas (2001), dove il compositore austriaco chiede agli strumentisti di accordarsi secondo la scala cromatica in uso alla corte di Ferrara, e cita il mottetto Eram quasi agnus innocens del Tenebrae Responsoria;[260][261]
- Palimpseste di Marc-André Dalbavie (2002-2005) per flauto, clarinetto, pianoforte e trio d'archi, che coinvolge il madrigale Beltà, poi che t'assenti dal Sesto libro in modo che «quando lo si suona a lungo, non causa più lo stesso effetto, ma diventa un supporto strutturale»;[262][263]
- Vigilia di Wolfgang Rihm (2006), sei voci e orchestra strumentale;[264][265]
- Tenebrae di John Pickard (2008-2009);[266]
- Gesualdo Variations (2010), dove il chitarrista e compositore David Chevallier fonde, sulla base di sei madrigali del Quinto e del Sesto libro, orchestra vocale, scrittura contemporanea e musica improvvisata per evocare «i madrigali immaginari del principe assassino»;[267]
- Original Soundtrack for Charles and Mary (2013), Bruno Tommaso, uno dei maggiori jazzisti europei, ha composto una lunga suite di 13 brani ispirata alla vita e alle vicende di Gesualdo pubblicata in formato CD dalla Onyx di Matera;[268]
- L'Ombra della Croce di Erkki-Sven Tüür (2014), per orchestra d'archi, basato sul mottetto O crux benedicta dal Primo libro delle Sacrae Cantiones.[269]

Nel campo della musica popolare, Frank Zappa ammette di aver realizzato brani rifacendosi a quattro compositori: Edgard Varèse, Gesualdo, Stravinskij e Conlon Nancarrow. Lalo Schifrin compone Variants on a Madrigal per orchestra, nel 1969, dopo Io pur respiro tratta dal Sesto libro dei madrigali. Franco Battiato ha dedicato una canzone al principe compositore nel suo album L'ombrello e la macchina da cucire nel 1995, dove, in pochi versi, ne riassume tutti gli aspetti della personalità:
Musicista assassino della sposa —
 
Cosa importa?
Scocca la sua nota, 
Dolce come rosa.»
La cantautrice di rock alternativo inglese Anna Calvi ha affermato nel 2011 che Gesualdo «ha scritto nel XVI secolo una musica così progressiva e così estrema che nessuno è riuscito a ricreare il suo stile fino al Novecento», e lo cita come una grande fonte di ispirazione personale.

### XXI secolo: "avanguardia dal passato"
Per la generazione postmoderna, meno attaccata a criteri teorici e musicologici, la musica di Gesualdo ha un fascino particolare: l'originalità del suo linguaggio, meglio assimilato, è comunque riconoscibile sin dal primo ascolto. Le registrazioni su CD, eseguite da gruppi vocali professionisti, consentono a un pubblico più ampio di giudicare la qualità dei madrigali e della musica religiosa.
L'accessibilità dell'opera permette inoltre un approccio più raffinato alla sua originalità nel dominio armonico. Antoine Goléa intende in tal guisa «fugare un malinteso, intrattenuto con piacere da alcuni, che non avevano paura di vedere in Gesualdo un precursore del cromatismo wagneriano, oltre che del cromatismo del XX secolo e della scrittura atonale». Egli aveva, sempre secondo il francese, saltato oltre tre secoli di necessaria evoluzione che, al tempo del Gesualdo e poi di Monteverdi, difficilmente possono essere considerati anche solo un'alba.
Opponendosi a quella che considera un'«eresia partigiana», Goléa offre una sottile analisi storica di «un cromatismo che distrugge la modalità per finire con la sensazione tonale». Ovviamente, non può già essere il cromatismo che distruggerà la tonalità per finire con l'indifferenza tonale dell'uguaglianza funzionale dei gradi della scala cromatica come inaugurato, più di tre secoli dopo, da Arnold Schönberg. Al contrario, il cromatismo di Gesualdo conduce dalla relativa indifferenza modale alla sensibilizzazione tonale.
L'importanza di Gesualdo nella storia della musica diventa più chiara, allorché si stabiliscono i componenti della sua tecnica compositiva come elementi di passaggio tra sistemi armonici stabili, e spiegando l'instabilità del suo linguaggio in termini estetici:
D'altro canto, se la leggenda sopravvive intorno alla persona, i giudizi sul compositore e principe assassino si sono evoluti a mano a mano che i documenti dell'epoca sono diventati più accessibili. La musica di Gesualdo si è avvicinata all'uomo di oggi, ma, quasi come in un paradosso, la sua figura è diventata stranamente più distante, quasi teatrale. È così che lo descrive indirettamente Aldous Huxley in Le porte della percezione (1954), il quale vedeva già in lui «un personaggio fantastico, degno di un melodramma di John Webster». Denis Morrier, che ha pubblicato nel 2003 il primo lavoro di analisi interamente dedicato a Gesualdo, nota che i suoi predecessori si sono trovati a lungo «confrontati con il dualismo di questo personaggio ai confini tra finzione e realtà»: le monografie pubblicate nel Novecento oscillavano infatti tra i generi di saggio e romanzo.
Gli studi sulla musica di Gesualdo hanno poi scavato gallerie più in profondità: il cromatismo dei madrigali del compositore e la sua tecnica di tensione e rottura diventano elementi di riferimento per i musicologi. Analizzando la struttura degli Études di Claude Debussy (1915), composti da continuità e rotture costanti, André Boucourečliev segnala che Frédéric Chopin viene contraddetto in ogni momento. Guardando al passato, bisogna intravedere qualche segnale simile in Beethoven o, ancor di più, in Gesualdo, principe della discontinuità continua.
Gesualdo si impone così in quest'ottica tra i grandi nomi della storia della musica classica occidentale, e della musica dell'Italia in particolare: il compositore Luigi Nono, sulla scia di questo concetto, lo annovera come «erede vivido e legato agli altri grandi maestri del Rinascimento della penisola, come ad esempio Giovanni Gabrieli». Con toni invero molto elogiativi, Denis Morrier propone di intravedere nel principe di Venosa «un vero modello, un archetipo dell'artista maledetto che incarna l'avanguardia del passato».

## Carlo Gesualdo nella cultura di massa

### Opere musicali
Diverse opere sono state dedicate alla misteriosa e inquieta figura del compositore. La prima bozza di William Turner Walton, avviata almeno sette anni prima che iniziasse a comporre Troilus and Cressida (1948-1954), doveva riprendere la biografia di Gesualdo. Tuttavia, il libretto, scritto in collaborazione con Cecil Gray, non andò oltre lo stadio di bozza. In seguito, anche David Diamond si impegnò a comporre un'opera su Gesualdo, senza però riuscirci.
Tra le opere realizzate, le più notevoli sono le seguenti:
- Maria di Venosa di Francesco d'Avalos (1992), principe D'Avalos e lontano parente della prima moglie di Gesualdo;[280]
- Gesualdo di Al'fred Garrievič Šnitke (1994), basato su un opuscolo del tedesco Richard Bletschacher;[282]
- Gesualdo di Franz Hummel (1996);[283]
- Lamentationes sacrae et profanae ad responsoria Iesualdi di Klaus Huber (1997), «dove elementi drammatici si uniscono all'effetto di distanziamento»;[284][285]
- The prince of Venosa di Scott Glasgow (1998);
- Luci mie traditrici di Salvatore Sciarrino (1998), su libretto del compositore tratto da Il tradimento per l'unore di Giacinto Andrea Cicognini (1664);[286]
- La terribile e spaventosa storia del Principe di Venosa e della bella Maria di Salvatore Sciarrino (1999), per l'Opera dei pupi, su un libretto del compositore;[287]
- Gesualdo di Bo Holten (2003);[288]
- Gesualdo considered as a murderer di Luca Francesconi (2004), su libretto di Vittorio Sermonti, tratto da un saggio di Cecil Gray;[289]
- Gesualdo di Marc-André Dalbavie (2010), su libretto di Richard Millet.[262]

Glenn Watkins riferisce di «un'opera intitolata Gesualdo, di quindici minuti, a cura di Ian Rankin, nel 2008» e di un musical per il teatro di Broadway, nel 2010, con nome Gesualdo, Prince of Pain, «immediatamente adottato dall'Opera di Vienna, quando il lavoro di Schnittke fu ripreso». Un balletto composto da Brett Dean nel 1998, intitolato One of a Kind, include il madrigale Sparge la morte del Quarto libro dei madrigali.
Pino Daniele, nell'album Medina (2001) ha arrangiato e interpretato Ahi disperata vita, madrigale a 5 voci dal terzo libro di madrigali di Gesualdo da Venosa.
A Gesualdo da Venosa è stato intitolato il Conservatorio Statale di Potenza, così come il teatro comunale di Avellino.

### Letteratura
Basandosi sulla storia di Pierre de Bourdeille, Anatole France menziona l'omicidio della prima moglie di Gesualdo in Le Puits de Sainte-Claire nel 1875. La vita del compositore è poi romanzata in Madrigál dello scrittore magiaro László Passuth (1968), il racconto Madrigal napolitain della raccolta Neapolitan Chronicles del 1984 di Jean-Noël Schifano e Il testimone nell'ombra di Michel Breitman (vincitore del prix des Deux Magots nel 1986). Denis Morrier conclude che «ancora oggi, don Carlo Gesualdo costituisce una manna per i romanzieri in cerca d'ispirazione».
Nel suo romanzo Tynset, pubblicato nel 1965 e dedicato alla memoria della Shoah, Wolfgang Hildesheimer evoca «una visita spettrale a Gesualdo sul letto di morte, circondato da fantasmi e progressioni armoniche proibite». Glenn Watkins loda questo passaggio, rivelando, «attraverso le qualità visionarie della scrittura del tedesco, una sorprendente conoscenza del dramma di Gesualdo e degli aspetti tecnici della sua musica».
Nel 1976, il drammaturgo inglese David Pownall mette in scena i fantasmi di Gesualdo e di Philip Heseltine in Music to kill by per affermare, di fronte alla critica musicale, che «tutto deve essere sperimentato nella musica».
Nel 1980, Julio Cortázar ha scritto un racconto intitolato Clone, inserito nella raccolta Queremos tanto a Glenda in cui «un gruppo di madrigalisti sperimenta disturbi della personalità nell'eseguire la musica di Gesualdo, oscuramente legata ai tragici eventi della sua vita, per poi tornare a un comportamento normale solo cambiando il repertorio con l'Offerta musicale di Bach».
Nella sua raccolta di racconti Ritratto veneziano, tradotta in italiano nel 1995, Gustaw Herling-Grudziński evoca un musicologo russo, affascinato dall'opera e dalla vita di Gesualdo al punto da innamorarsi della leggenda di questo genio tormentato («Un madrigale in lutto»).
Nel suo romanzo La corsa all'abisso, pubblicato nel 2003, Dominique Fernandez fa incontrare Caravaggio, figura centrale dello scritto, con Carlo Gesualdo a Napoli. Nello scritto si riferisce del timore anche solo di pronunciare il nome di Carlo Gesualdo, il cui fantasma sarebbe uscito esclusivamente di notte tranne che in occasione di una sera dell'anno, quella di San Martino (11 novembre).
Nel 2019, lo scrittore Andrea Tarabbia pubblica il romanzo Madrigale senza suono per la casa editrice Bollati Boringhieri, nel quale immagina che Stravinskij abbia trovato un manoscritto del Seicento, redatto da un servitore di Gesualdo da Venosa, dove è raccontata la vita del musicista. Il romanzo è vincitore del Premio Campiello 2019.
In Dans Répons de ténèbres: Carlo Gesualdo, pubblicato nel 2020 e presentato come una «biografia immaginaria», Jean-Philippe Guye fa esprimere cinque personaggi, come le voci di un madrigale (un narratore testimone, tale Historicus, il compositore e le sue due mogli, Maria d'Avalos e Leonora d'Este, nonché un'immaginaria contessa veneziana), in un viaggio che appare immerso nella musicologia, nel romanticismo e nella fantasia.

### Cinema e televisione
Gesualdo - Morte per cinque voci (titolo originale: Gesualdo - Tod für fünf Stimmen), un docu-drama diretto da Werner Herzog per la ZDF nel 1995, rievoca la vita tormentata, la leggenda e l'opera visionaria del compositore in maniera più romanzata (mescolando le analisi di Alan Curtis e Gerald Place alle testimonianze degli attuali abitanti di Napoli, Gesualdo, e discendenti delle famiglie coinvolte nell'omicidio di Maria d'Avalos, tra cui il principe Francesco d'Avalos) che storicamente corretta o rigorosa.
Nel 2009 il regista Luigi Di Gianni gli ha dedicato un film dal sapore documentaristico, Carlo Gesualdo. Appunti per un film, girato nei luoghi in cui il principe visse e con la testimonianza del compositore e direttore d'orchestra Francesco d'Avalos, discendente di Maria, la moglie infedele.
Nel 2015 il regista e musicologo Francesco Leprino gli ha dedicato un docufilm, O dolorosa gioia, in cui sono compendiati gli aspetti musicali e biografici, con la partecipazione di gruppi madrigalistici come Hilliard Ensemble, I solisti del madrigale, Ensemble De Labyrintho, e attori quali Carlo Cecchi e Pasquale D'Ascola (protagonista).
La vicenda personale di Carlo Gesualdo e la sua opera Se la mia Morte Brami vengono citate in una scena del film True Story (2015) diretto da Rupert Goold.
Nel 2017, Gonzalo López ha diretto Dolorosa Gioia, un film incentrato sul matrimonio di Carlo Gesualdo con Maria d'Avalos. La trama si svolge nel presente con un approccio audace, raccontando la storia con pochi dialoghi, dando così particolare importanza alla musica.
Nel 2019 il regista Roberto Aldorasi ha realizzato lo spettacolo intermediale In Flagrante Delicto - Gesualdo da Venosa, Principe dei musici, con Marcello Prayer, su testo di Francesco Niccolini e musica di Alessandro Grego, presentato al Napoli Teatro Festival Italia diretto da Ruggero Cappuccio, lavoro che ripropone poeticamente la vicenda umana e artistica di Gesualdo insieme alla ricomposizione elettronica di alcuni dei suoi madrigali. Dallo spettacolo, nel 2020, Cue Press ha pubblicato il libro In Flagrante Delicto.